# India
India (hindi nyelven भारत, ISO: Bhārat), hivatalosan Indiai Köztársaság (hindi nyelven भारत गणराज्य, ISO Bhārat Gaṇarājya), dél-ázsiai független ország, a Föld hetedik legnagyobb és a világ legnépesebb országa, fővárosa Újdelhi. A 28 államot és 7 szövetségi területet magába foglaló föderatív ország partjait délen az Indiai-óceán, nyugaton az Arab-tenger, keleten a Bengáli-öböl mossa. Tengerpartjának hossza összesen 7517 kilométer. Nyugaton Pakisztán, északkeleten Kína, Nepál és Bhután, keleten Banglades és Mianmar (Burma) határolja. Az ország tengeren szomszédos Srí Lankával, a Maldív-szigetekkel és Indonéziával is.
A gyakran szubkontinensként emlegetett Indiát hosszú történelme méltán tette a sokszínű kulturális értékek országává. A kezdeti Indus-völgyi civilizáció, majd a fontos kereskedelmi útvonalak és az ókorban megalakult ősi indiai birodalmak fontos szerepet játszottak a szubkontinens tudományos, kulturális és kereskedelmi felemelkedésében. Két nagy világvallás, a hinduizmus és a buddhizmus, valamint két másik szintén nagy vallás, a dzsainizmus és a szikhizmus ered a történelmi India területéről, de az ország kulturális fejlődését alapvetően befolyásolta az első évezredben megjelent zoroasztrizmus, a zsidó vallás és az iszlám is. A hatalmas középkori birodalmak felemelkedésének és bukásának korát a Brit Kelet-indiai Társaság megjelenése zárta le a 18. században, és a következő évszázadban az Egyesült Királyság gyarmatosította az egész szubkontinenst. Az indiai függetlenségi mozgalommal 1947-ben vált önálló országgá; a modern India kialakulása a Mahátma Gandhi nevével fémjelzett mozgalommal kezdődött. Az ország kormányzó pártja a 2020-as évek elején a konzervatív, nacionalista Bháratíja Dzsanatá Párt; a miniszterelnök Narendra Modi.
Korunk Indiája sok tekintetben megdöbbentő eredményeket ér el. 2024-ben a nominális bruttó hazai termék (GDP) alapján a világ 5. legnagyobb gazdasága, vásárlóerő alapján számolva a harmadik. Az utóbbi évtized reformjai Indiát a világ leggyorsabban bővülő gazdaságává tették. Az ország 2050-re a világ legnagyobb gazdaságává válhat. Eközben súlyos problémákkal küszködik: legnagyobb kihívásai a túlnépesedés, a szegénység, a súlyos környezetszennyezés, az analfabetizmus és az alultápláltság. 
Feltörekvő hatalom és újonnan iparosodott ország.
Egy sok nyelvű és sok nemzetiségű szövetségi köztársaság, amely 2023-tól a Föld legnépesebb országa.

## Etimológia
India
Az angol (és magyar) kifejezés a görög Ἰνδική (Indikē) vagy Ἰνδία szóból származik, amely latin átírással India.
Az Oxford Dictionary 2009-es kiadása alapján az „India” név a klasszikus latin India szóból származik, amely Dél-Ázsiára és egy attól keletre fekvő bizonytalan régióra utalt.
Az India elnevezés az Indus folyó és környékének nevéből eredeztethető. Nagy Sándor hódításainak köszönhetően az ókori görögök által használt elnevezés is fennmaradt; egyes görög források Indoi (Ινδοί) néven utalnak a mai indiaiakra, ami az Indus népét jelenti.
Az Indus neve az óperzsa hindu szóból ered. Ennek a szónak a gyökerei pedig a szanszkrit Szindhu névből erednek, ami India ősi nyelvén az Indus-folyó vidékét jelölte.
Bhárat
Az India alkotmánya hivatalosan elismeri és a köznyelvben is gyakran használatos az ország hindi neve: Bhárat ( kiejtés). Ez a név egy legendás indiai király, Bharata szanszkrit nevéből eredeztethető, az ő leszármazottjainak a történetét India egyik híres eposza, a Mahábhárata meséli el.
A 2020-as években egyre erősebbek azok a hangok, főleg a kormány részéről, amelyek az ország hivatalos elnevezését Indiáról Bháratra szeretnék változtatni. Állításuk szerint az India nevet a brit gyarmatosítók aggatták az országra. Ezt az állítást többen kritizálták, miszerint történelmileg megalapozatlan.
Egyéb név
A Hindusztán név perzsa nyelven a hinduk országát jelenti. Bár ez az elnevezés történelmileg csak az iszlám által is erősen befolyásolt Észak-Indiára utalt, néha ma is használják India egészét értve alatta.

## Földrajz

### Szerkezet
A kontinensnyi kiterjedésű ország legnagyobb része földtani szempontból az indiai tektonikus lemezen helyezkedik el, ami Földünk egyik legkisebb lemeze. A hetvenöt millió évvel ezelőtt a déli őskontinensről, Gondvánáról leváló szubkontinens igen intenzív mozgásba kezdett, és nekifogott 55 millió éven keresztül tartó vándorlásának az akkoriban még kialakulóban lévő Indiai-óceánon keresztül. Az indiai lemez ezt követően ütközött az eurázsiai tektonikus lemezzel, amelynek ütközési vonalán jött létre a Himalája hatalmas vonulata. Ezzel tulajdonképpen a mai India minden szerkezeti formája kialakult.

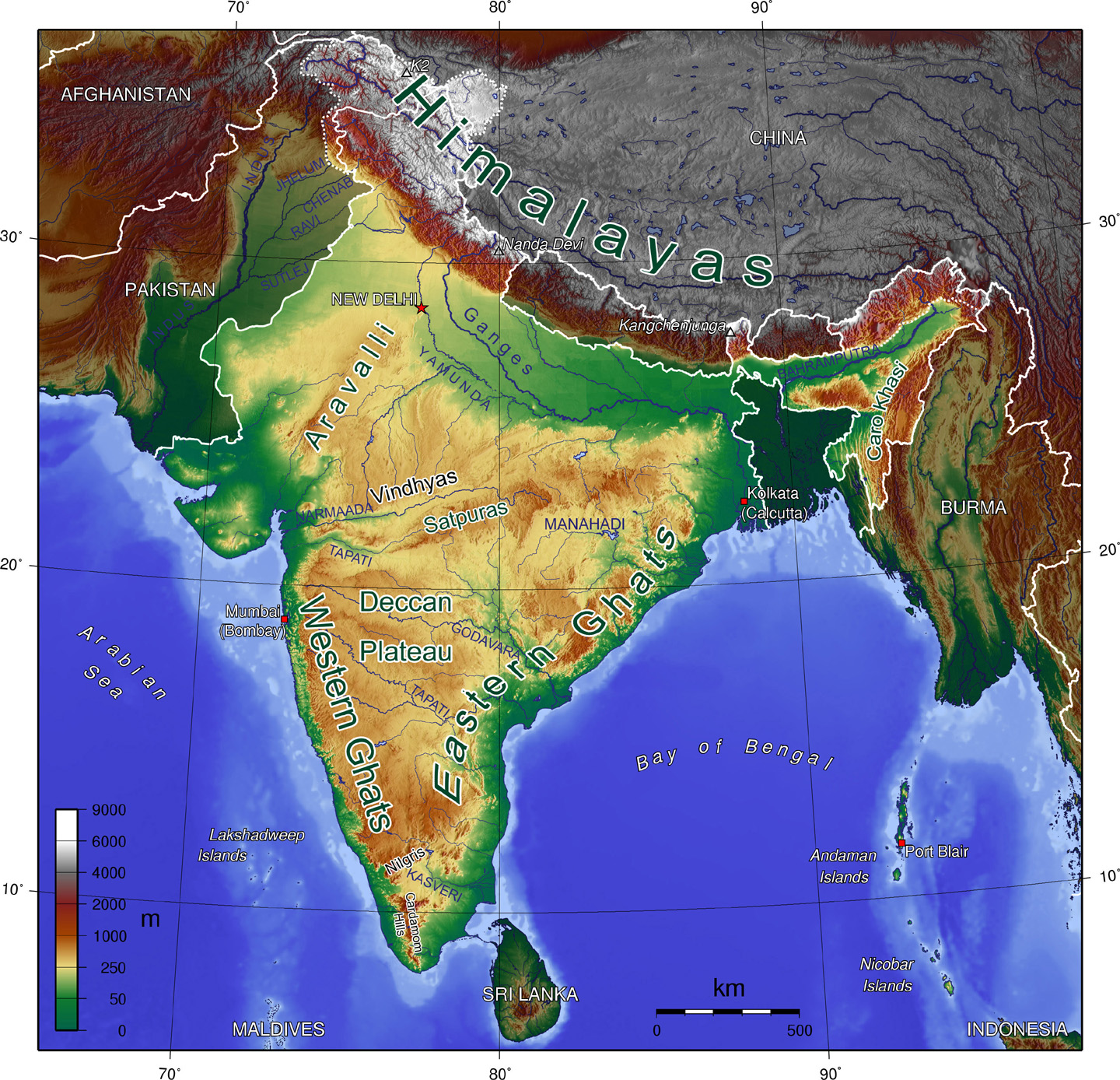
India topográfiai térképe
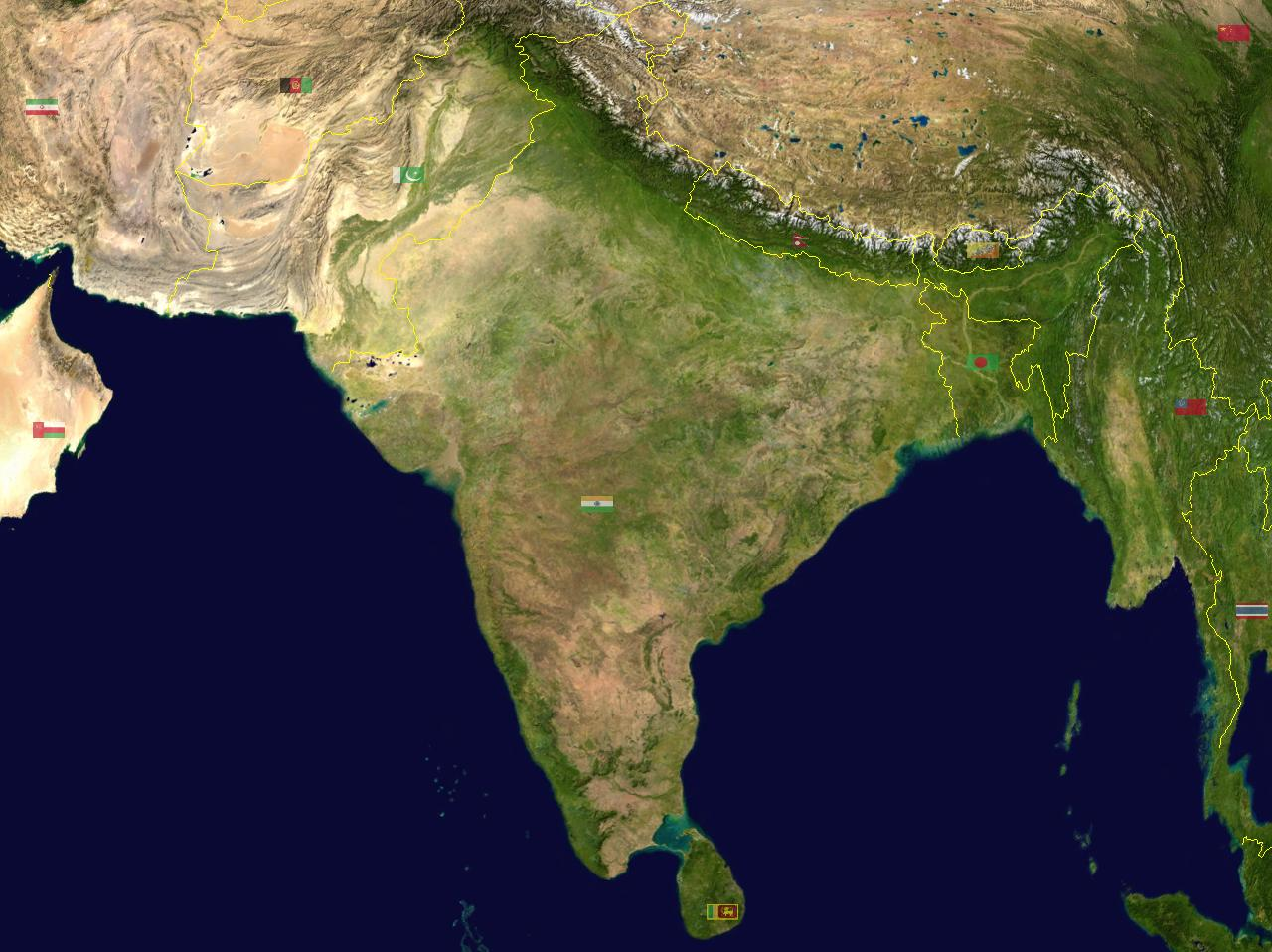
Az indiai szubkontinens műholdas képe
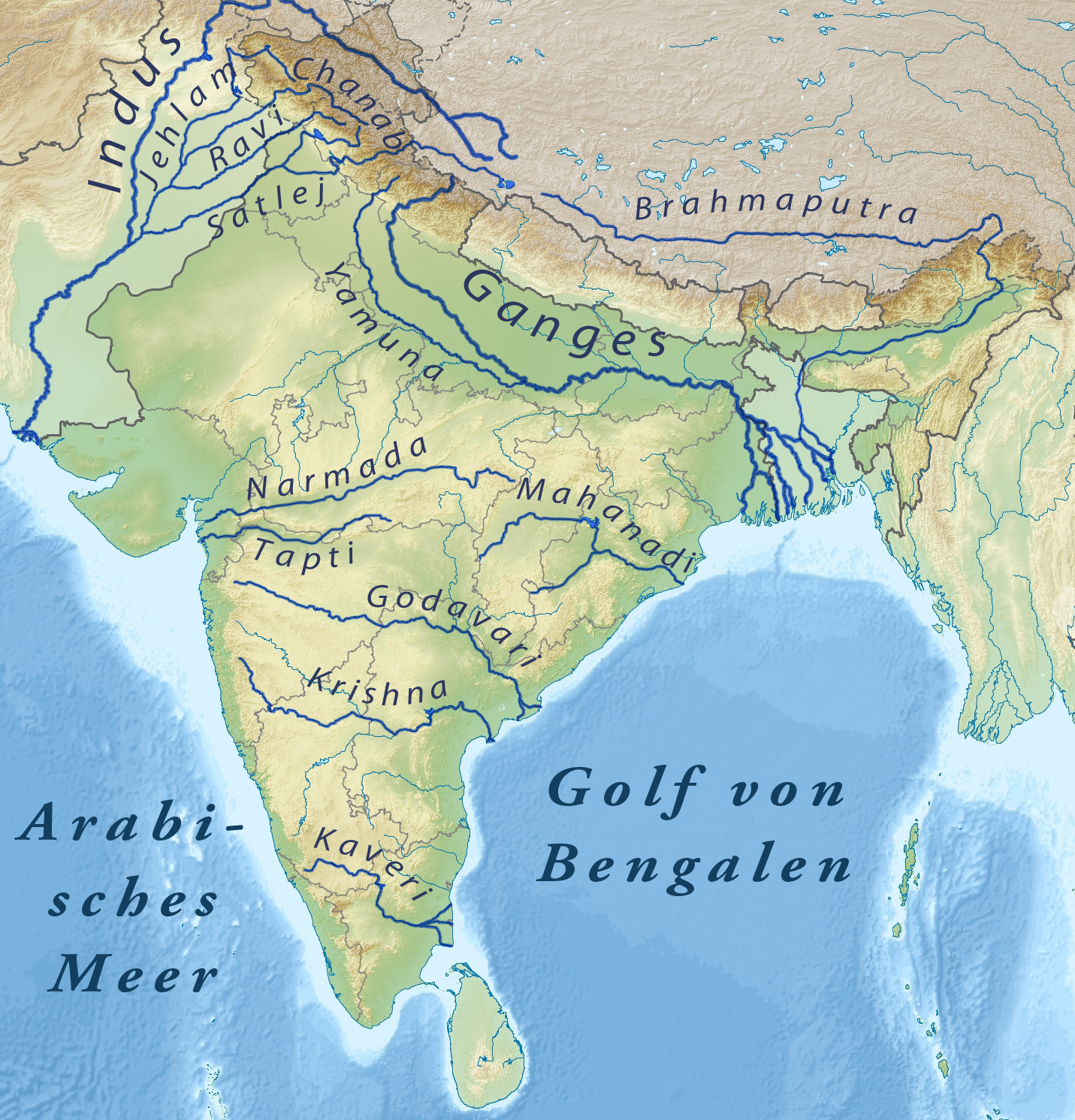
Főbb folyók
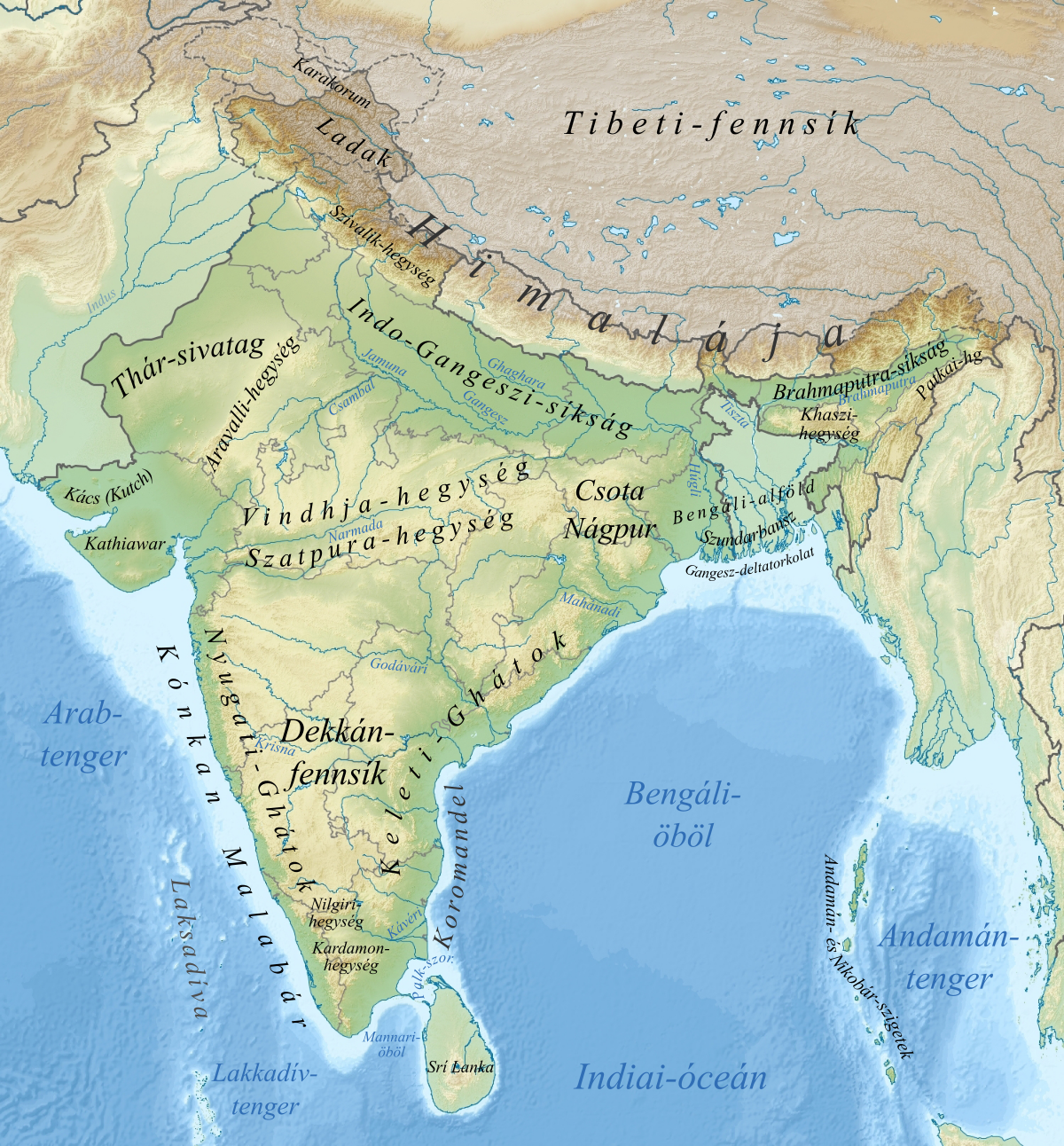
Fő földrajzi tájak és folyók

| India nagyméretű domborzati térképe (nyitható térkép) > > > |
| --- |
| Delhi Mumbai Bengaluru Kolkata Csennai Ahmadábád Haidarábád Pune Kánpur Váránaszi Dzsaipur Nágpur Lakhnau Goa Agra Visákhapatnam Alláhábád Bhuvanesvar Kocsín Szúrat Indore Nászik Rádzskot Amritszár Maduráj Patna Dzsabalpur Bhopál Trivandrum Dzsamsedpur Khadzsuráhó Puri Hampi H i m a l á j a Szundarbansz Dzsódhpur Udaipur Gválijar Mangalor T i b e t i - f e n n s í k Thár-sivatag D e k k á n - f e n n s í k A r a b - t e n g e r B e n g á l i - ö b ö l Gangesz Andamán- és · Nikobár-szigetek Aravalli- · hg. C s o t a N a g p u r S z a t p u r a - h g. V i n d h j a - h g. K e l e t i - · G h á t o k Risikés Dharmasála Dardzsiling Szrinagar Dzsaiszalmer Imphal Haridvár |

### Domborzat
Az Arab-tenger, az Indiai-óceán és a Bengáli-öböl által határolt dél-ázsiai ország északi részét egyértelműen a Himalája 8000 méter fölé tornyosuló csúcsokkal koronázott, eljegesedett vonulatai uralják.
Miután az eurázsiai és az indiai lemezek az óceán alatt ütköztek össze, a vízből felgyűrődő hatalmas vonulat déli oldalán egy nagy medence keletkezett, amit idővel a Himalája folyói feltöltöttek. Ez a terület az Indiai-alföld (észak-indiai alföldek), amely négy, jól elkülöníthető síkság összefoglaló elnevezése: 
- az Indus-alföldnek csak az északkeleti része nyúlik be az országba.
- a Hindusztáni-alföldet a Gangesz és a mellékfolyói töltötték fel. Hosszan nyúlik el a Himalája és a Dekkán között. Északi peremét a Terai teraszos völgyekkel tagolt erdős dombvidéke övezi.
- a Gangesz és a Brahmaputra deltavidéke a Bengál-alföld, amelynek nyugati része tartozik Indiához. Ezt az alföldet jelenlegi és elhagyott folyóágak kusza hálózata szeli át. A torkolati szakasz a mocsaras Szundarbansz.
- az Asszámi-síkság a Brahmaputra alföldje. A Himalájából kilépő Brahmaputra a deltavidékig ugyan még 600 km-t tesz meg, de alföldje alig 70–80 km széles. Ez Dél-Ázsia egyik legcsapadékosabb területe (évi 3000-4000 mm).

Ettől délre a Dekkán-fennsík az ősi indiai lemezen fekszik. A fennsíkot nyugaton a Nyugati-Ghat, az Arab-tenger partvonala mentén, keleten a Keleti-Ghat határolja, a Bengáli-öböl partvonala közelében. A Nyugati-Ghatok legdélebbi szakaszán a Kardamom- (Cardamom) hegyvidékben folytatódik, majd a hegyek fokozatosan lealacsonyodnak.
A Dekkán kiemelt peremétől északnyugatra, az Indus alföldje és az Aravalli-hegység között terül el a zonális sivatagok közé tartozó Thar, amelyet Indiában Nagy-Indiai-sivatagnak hívnak. A Thar fölé meredeken kiemelkedő DNy-ÉK csapású, 700 km hosszú, egymással jobbára párhuzamos vonulatokból álló Aravalli-hegységet kvarcitok és kristályos palák építik fel. Legmagasabb pontja az Ábú-hegy gránitmasszívuma (1721 m).
A Bengál-alföld fölé magányosan kiemelkedő Khasi-hegység (más néven Shillong-fennsík a névadó Shillong városról) - az ország ÉK-i részében - a szerkezetileg tágabb értelemben vett Dekkán része. Vonulatai 1500-1900 méterig emelkednek és kiemelkedően bő csapadékúak. Egykori buja esőerdőit mára nagyon megritkították.
A Dekkán északi részén összetöredezett, lepusztult idős hegységmaradványok, valamint fiatal bazaltlávafennsíkok helyezkednek el. Utóbbiak közé tartozik az Aravalli-hegységtől keletre fekvő, átlag 600 m magas Malwa-fennsík. Ennek déli falát formálja - a Narmada folyó északi oldalán - nyugat-keleti irányban a Vindja-hegység (Vindhya-hegység). A folyó déli részén, a Vindhya-hegységgel szinte párhuzamosan a Szatpura (Satpura-) hegység húzódik. Ezen hegységektől keletre a Csota Nágpur (Cshotá Nágpur, Chota Nagpur) hegyvidéke változatos földtani felépítésű terület.

### Vízrajz
A legnagyobb, legbővizűbb folyók a Himalájában erednek. Közülük az Arab-tengerbe ömlik az Indus, a Bengáli-öbölbe a Gangesz és a Brahmaputra. Közös torkolatvidékük Szundarbansz, hatalmas feltöltött deltavidék, amelyen India Bangladessel osztozik. A Gangesz jelentős mellékfolyói a Jamuna és a Koszi. Ezek esése kicsi, emiatt árvizük nehezen vonul le, így rendszeresen súlyos károkat okoznak. Jelentős ága még, a mára erősen feliszapolódott, Kolkata városát átszelő Húgli (Hooghly).
A Dekkán-fennsík folyóinak vize is kevesebb, esésük is kisebb, így nem okoznak olyan nagy károkat. Hosszabbak a Bengáli-öbölbe ömlő folyók: Godávári, Mahánadi, Kávéri, Krisna. Az Arab-tengerbe ömlik a Narmada és a Tapti.
India legnagyobb tava a Csilka-tó.
Gudzsarát államban található a Rann of Kutch (Kacs) nevű hatalmas terület. Felszíne többnyire sós pusztaság, amely az esős évszakban mocsárvidékké válik.
A félsziget nyugati szélének északi, 50–80 km széles tengerpartját Kónkan-part néven ismerik. Ettől délre a tengerparti síkság neve a Malabár-part. A keleti tengerpart déli szakaszának neve Koromandel-part.

### Éghajlat

Éghajlati zónák (Köppen-osztályozás)

India több éghajlati zónára osztható és éghajlatát elsősorban a szélességi fok, a domborzat és a monszun alakítja. Klímája melegebb, mint az a szélességi fekvésénél fogva megilletné, mert a Himalája hatalmas fala mint védőbástya állja útját az északról érkező hideg légtömegek beáramlásának. Ennek következtében a mezőgazdálkodás úgyszólván az év egészében lehetséges. Általában az „indiai klíma” ötévenként ismétlődik. Ebből egy év jónak, egy rossznak, három pedig közepesnek mondható.
A nyári monszun júniusban érkezik délnyugat felől, s általában négy hónapon át tart. Ebben a négy hónapban esik le az évi csapadék túlnyomó része. Mennyiségének területi eloszlása erősen változó, Cserápundzsi térségében az évi 11 000 mm-t is meghaladja, így ez a Föld legcsapadékosabb vidékeinek egyike. A monszunesők hatására a folyók megáradnak, a víztározók megtelnek, s ebből a vízmennyiségből gazdálkodik India a következő monszunig. 
November végén, december elején kezdődik a hűvös évszak. Ekkor északkeleti monszunszelek fújnak, esőket azonban csak a Koromandel-part kap.
Az ország nagy részén a legszárazabb időszak november-decembertől április-májusig tart. A hőmérséklet általában december-januárban a legalacsonyabb és tavasszal a legmagasabb; a szárazföld belsejében a monszun beköszönte előtt elérheti az 50 fokot is.

### Környezeti problémák
Az ország fő problémái: súlyos levegő- és vízszennyezés, a hiányzó vagy nem megfelelő hulladékkezelés, talajromlás és erózió; túllegeltetés, elsivatagosodás, a biológiai sokféleség csökkenése. A csapvíz biztonságosan az egész országban nem iható; a hatalmas és növekvő népesség túlterheli a természeti erőforrásokat.

#### Levegőszennyezés
A levegő minőségében India a világ egyik legszennyezettebb országa (Banglades után). 2019-ben a világ 30 legszennyezettebb városa közül 21 Indiában volt. Az olyan városokban, mint Delhi, Patna, Agra, Gáziábád, Kánpur, Mumbai, Muzaffarpur, Szrinagar, Gurgaon, Dzsaipur, Patiala vagy Dzsódhpur, nagyon magas szintű szálló por-szennyező anyagot regisztráltak.
A szennyezés fő forrása: az ipar, a járművek, az építkezések, a szemét- és tarlóégetés, a dízel generátorok és egyéb.

#### Vízszennyezés

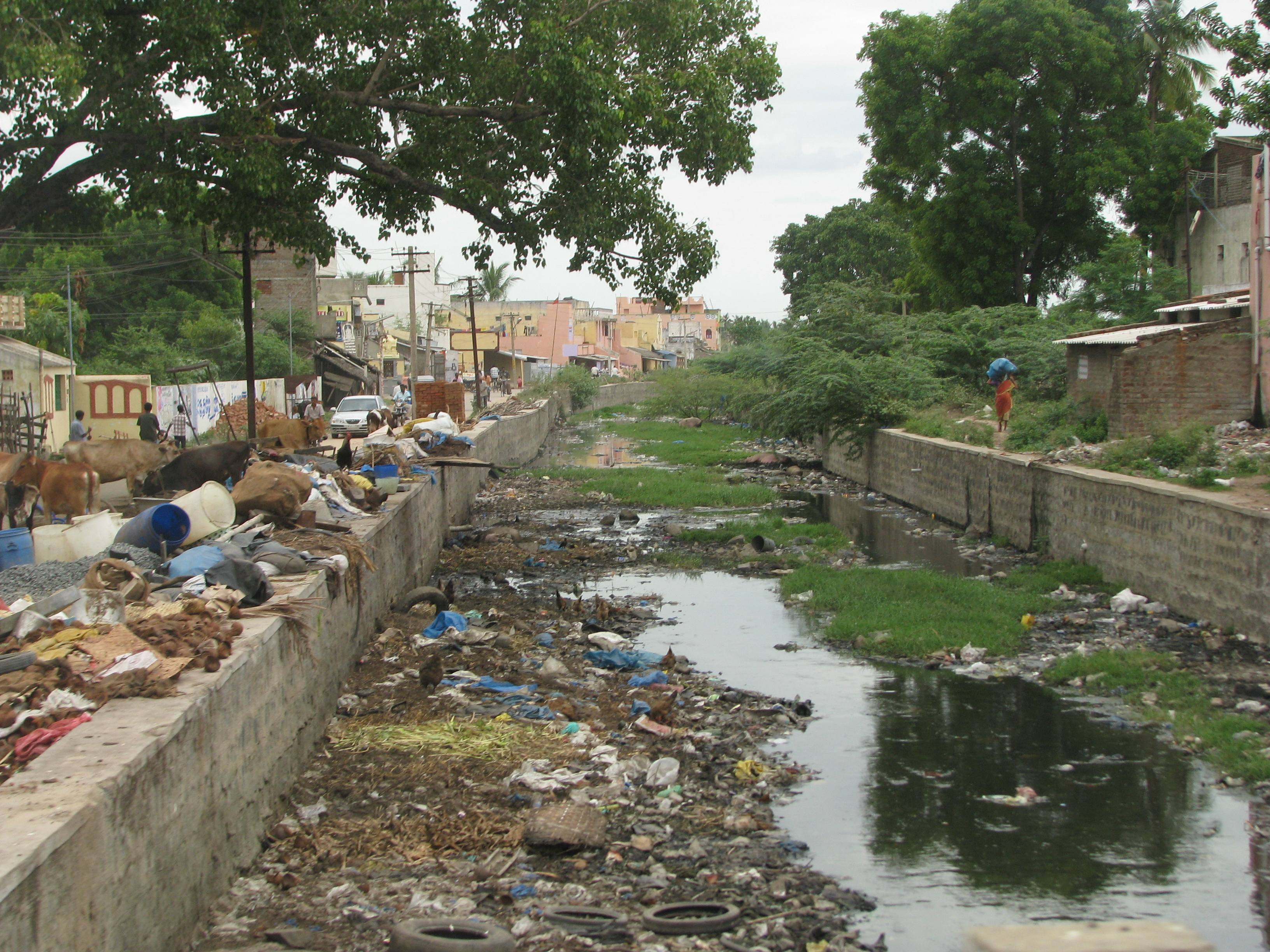
Csatorna a dél-indiai Káncsipuram városában

A vízszennyezés jelentős probléma Indiában. A legnagyobb forrása a tisztítatlan szennyvíz. A legtöbb folyó, tó és felszíni víz az ipar, a kezeletlen szennyvíz és a szilárd hulladékok által szennyezett. A csatornák, folyók és tavak gyakran szolgálnak a szennyvíz, továbbá a szilárd és folyékony hulladék lerakóhelyeiként.
A probléma nemcsak az indiai mentalitás és hogy az országban nincs elég víztisztító telep, hanem hogy a meglévő szennyvíztisztítók nem működnek és nincsenek karbantartva. Az állami tulajdonú szennyvíztisztító telepek nagy része gyakran zárva marad a helytelen tervezés vagy a rossz karbantartás, illetve az üzemek működéséhez szükséges áramellátás hiánya, valamint a rossz irányítás és a távollevő alkalmazottak miatt. Így a keletkező szennyvíz általában a talajba szivárog vagy a városi területeken felhalmozódik, és szennyező anyagokat bocsát ki a talajvízbe és a felszíni vizekbe.

#### Talaj
A talaj egészsége válságban van. A termékenység csökken, a szennyezés pedig széles körben elterjedt, elsősorban a növényvédő szerek és műtrágyák túlzott használata miatt. Ez óriási hatással van az élelmezésbiztonságra, az éghajlatváltozásra és végső soron az emberi egészségre.

### Élővilág, természetvédelem
India nagy mérete, változatos felszíne, földtörténeti múltja miatt változatos és egyedi élővilággal rendelkezik. Különösen a hüllő- és kétéltű fajok között sok az endemikus.
Az ország tengerpartjai mentén kókuszpálmaligetek vannak. Trópusi esőerdei, amelyek az elmúlt századokban a Malabár-part mentén voltak, mára igen megfogyatkoztak. A Dekkán-fennsík csapadékosabb részein, ahol a száraz évszak csak néhány hónap, zárt lombhullató trópusi erdők, monszunerdők alakultak ki. Erdőalkotó fái a tíkfa, az ébenfa és az emeletfafajok (pl. az indiai mandula). A csapadékban szegényebb középső területeken az afrikaihoz hasonló füves puszták találhatók. A gyepeket csak néhol szakítják meg akáciafajokból álló csoportok, tövises cserjék. A Hindusztáni-alföldön az erdők csak a folyók mentén maradtak meg. A Himalája déli lejtőin 2000 m magasságig száraz trópusi erdők felettük örökzöld hegyi erdők, rododendron-, fenyő- és köderdők élnek. Az erdőhatár 4000 m magasságon van, a növényzet 4500 m magasságig hatol fel. Az erdőségeket – főként keleten – teaültetvények szakítják meg. 
A nagy népsűrűség, a földterületek fokozott igénybevétele az állatok élőhelyeit nagyon visszaszorította. Csak a nemzeti parkok és természetvédelmi területek nyújtanak nagyobb védelmet az élővilágnak. Érdekes, hogy az állatvilág elsősorban az afrikaival mutat rokon vonásokat. 
Az egykor gyakori ázsiai oroszlán ma már csak a gudzsaráti Gir-erdőségben található, indiai orrszarvú pedig csak Észak-India nemzeti parkjaiban fordul elő. Az egykor a maharadzsák által vadászott bengáli tigris nagyon megritkult, Indiában kb. 2000 példányt tartanak számon. A párduc még viszonylag nagyobb létszámban előfordul a nedves monszunerdőkben; közeli rokona a Himalájában élő, ritkán látható hópárduc. Ismertebb ragadozók még a gepárd, a csíkos hiéna, a cibetmacska, a szürke farkas, a sakál, a vadkutya és a róka. A különböző medvefélék elsősorban a Himalája erdőségeiben élnek. Az ázsiai vadszamár a száraz, félsivatagos területeken lelhető fel. A hüllők közül a gaviál nevű krokodilfaj a Gangesz lakója, míg az emberre is veszélyes krokodilok a mangrovés vidékeken, pl. a Szundarbansz területén gyakoriak. A mérgeskígyófajok közül legnagyobb az indiai királykobra (3–4 m), legismertebb pedig a kígyóbűvölők kedvence, a pápaszemes kobra. A gazdag madárvilág közé tartoznak a nagyobb csoportokban élő keselyűk;
többnyire ők tüntetik el az elhullott állatokat. 

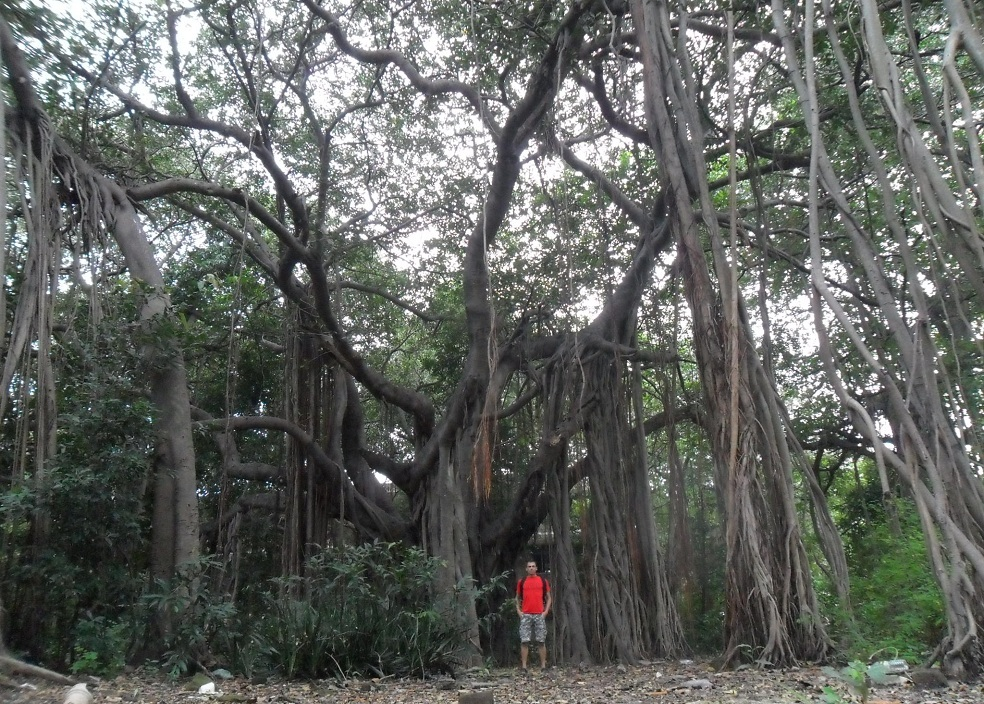
Banyánfa, India nemzeti fája
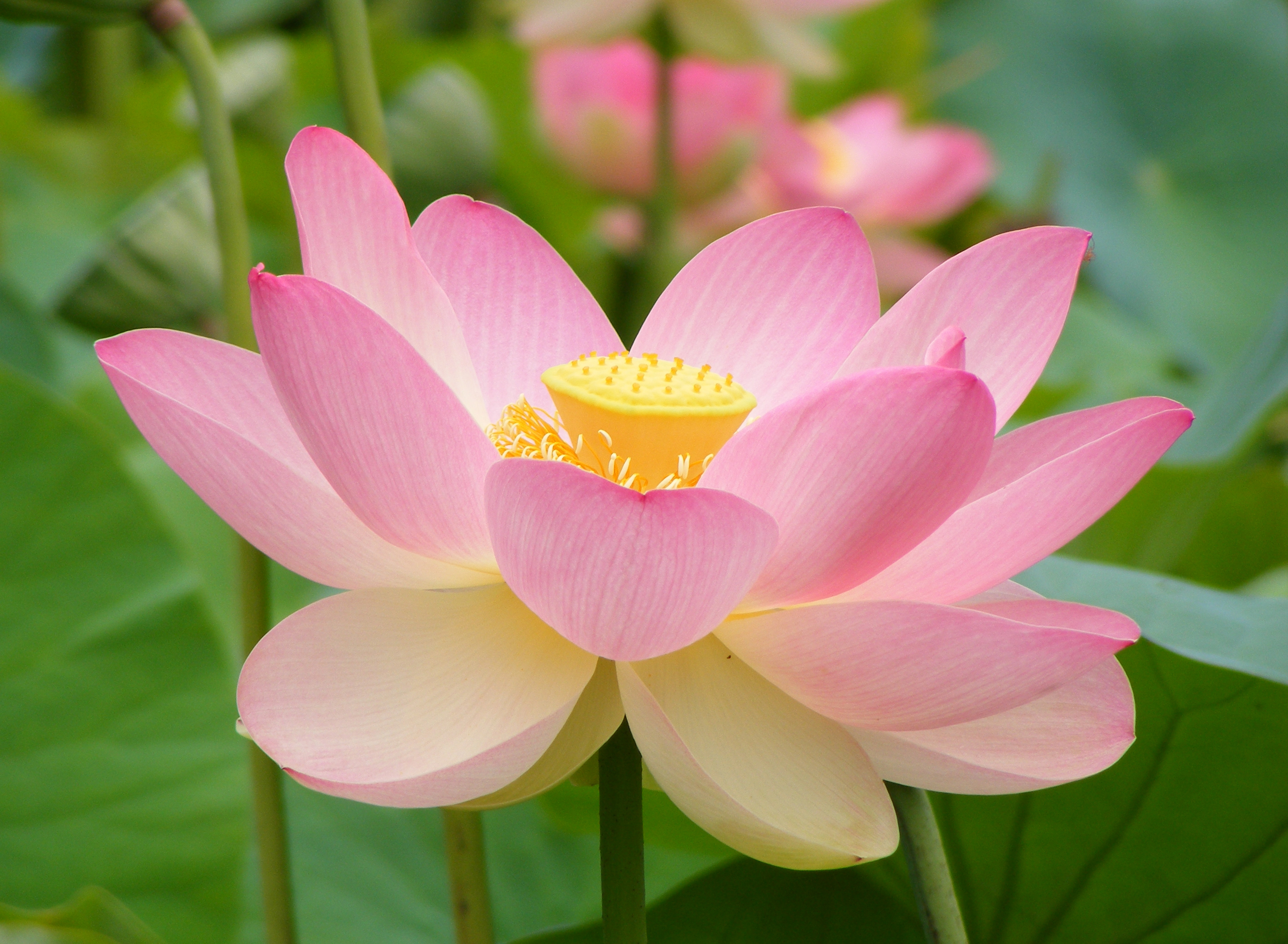
Lótusz, az ország nemzeti virága
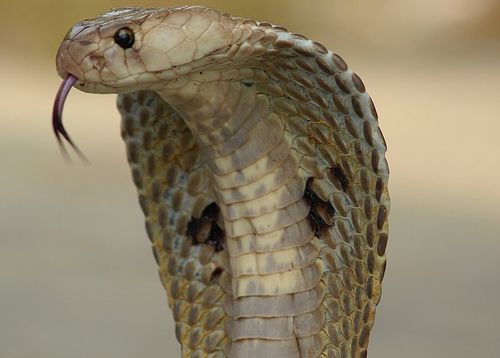
Királykobra, emberre ritkán támad
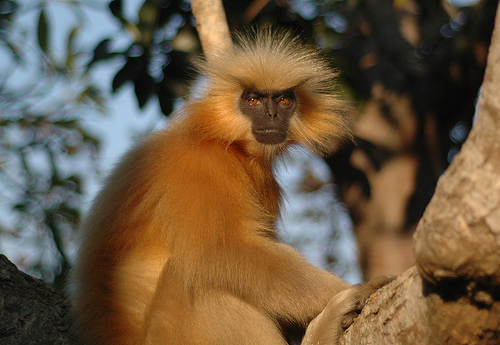
Aranylangur, Asszám erdeiben és szavannáin honos
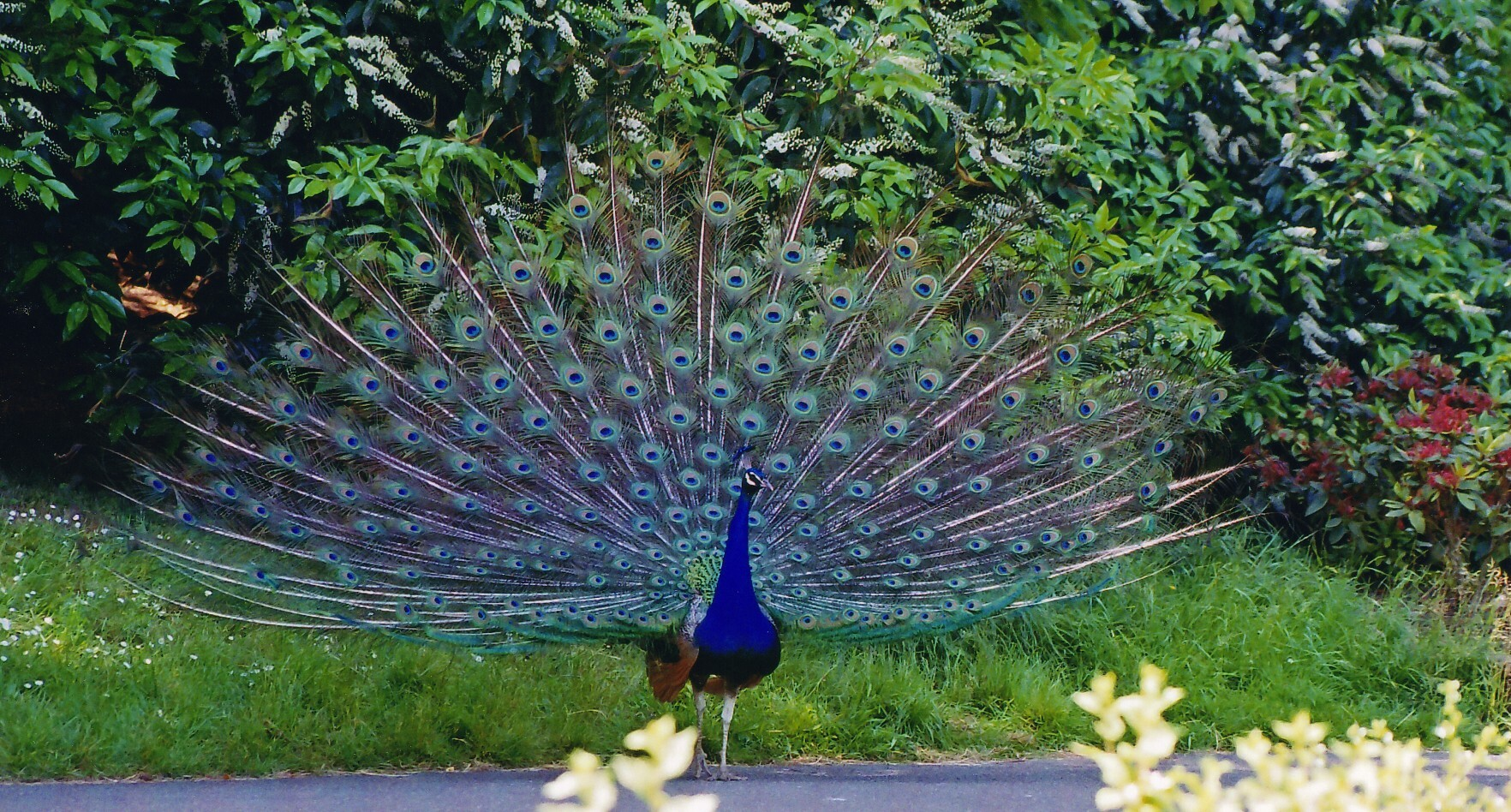
Kék páva, az ország nemzeti madara
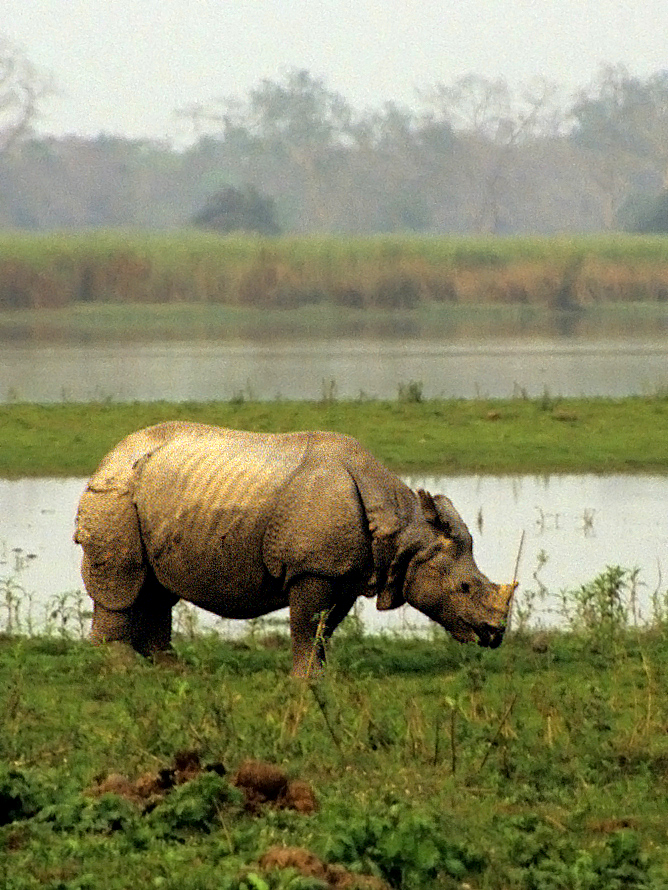
Indiai orrszarvú
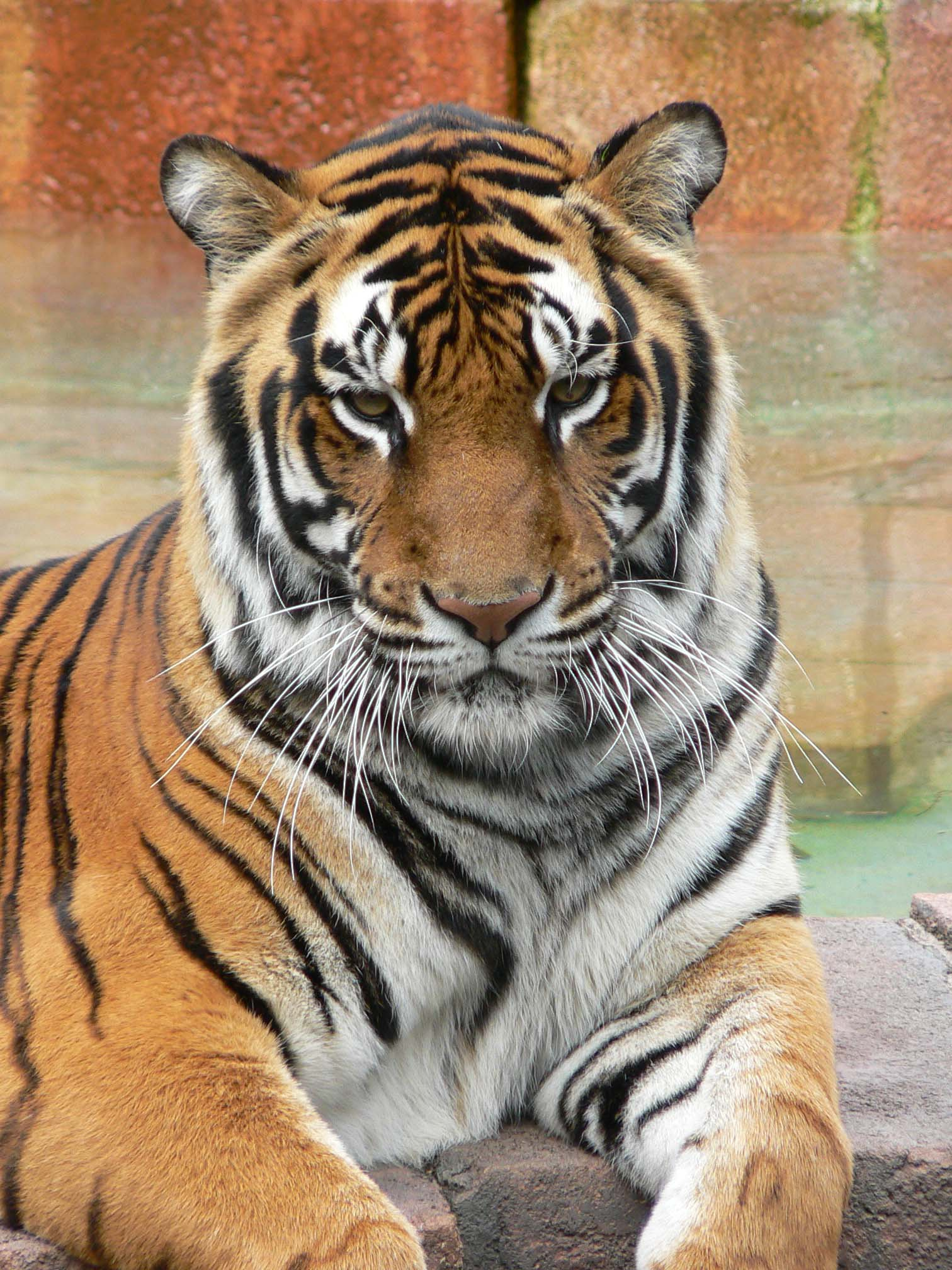
Bengáli tigris, India nemzeti állata

#### Nemzeti parkjai
Az első nemzeti parkot 1935-ben szervezték meg, azóta folyamatosan bővül a nemzeti parkok és rezervátumok hálózata. 2017 júliusában 103 nemzeti park van, amely 40 500 km² területet foglal magába, amely India teljes területének 1,23%-a. A rezervátumok száma meghaladja az ötszázat.

#### Természeti világörökségei
Az UNESCO világörökség listájára az alábbi területek kerültek fel természeti értékeik miatt:
- Kaziranga Nemzeti Park
- Manasz Vadvédelmi Terület
- Keoladeo Nemzeti Park
- Szundarbansz Nemzeti Park
- Nanda Devi Nemzeti Park és a Virágok Völgye Nemzeti Park

## Történelem

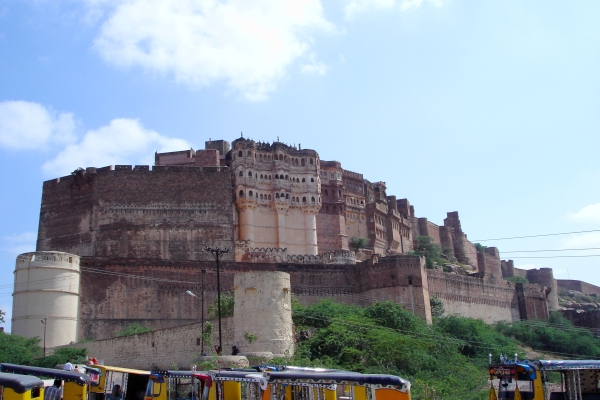
A Mehrangarh erőd Rádzsasztánban

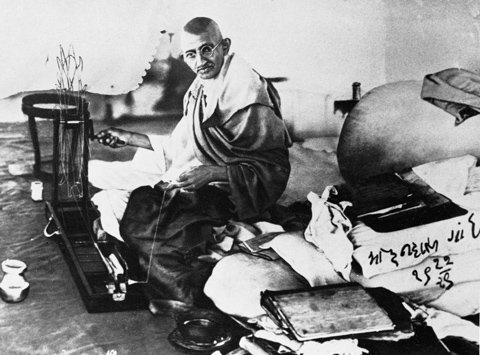
Mahátma Gandhi 1929-ben

A Madhja Prades állambeli Bhímbetkában található kőkorszakbeli barlangrajzok az első emberi jelek a mai India területéről. Az első, ismert, állandó települések már 9000 éve megjelentek ezen a területen, ezekből alakult ki később az Indus-völgyi civilizáció. Ez a birodalom egészen i. e. 19. századig fennállt, bukása után helyét a védikus civilizáció vette át, majd i. e. 500 körül ez is felbomlott, és a helyén sok új birodalom jött létre.
Az ország északi részén alakult ki a Maurja Birodalom, amelynek sok mindent köszönhet a mai India. Az i. e. 180-as évektől kezdve Közép-Ázsiából rengeteg támadás érte Indiát, ezek hatására alakultak meg az Indo-görög, az Indo-szkíta és az Indo-pártai királyságok. Krisztus előtt 300-tól a Gupta család uralkodott Indiában, az ő uralmukat „Aranykornak” is nevezik. Az ország északi részén több dinasztia váltotta egymást a trónon. Ez idő alatt Indiában virágzott a tudomány, a művészet, az irodalom, a matematika, a csillagászat, a vallás és a filozófia. E virágzás kiterjedt Dél-India államaira is.
Az iszlám inváziók után, amelyek Közép-Ázsiából és Perzsiából érkeztek, Észak- és Közép-India nagy része először a Delhi Szultanátus irányítása alá került, később a mogulok uralkodtak itt. Ennek ellenére sok kis birodalom megmaradt, mint például a dél-indiai Vidzsajanagara birodalom (1336–1565). Az 1500-as évek elején több európai ország, mint például Portugália, Hollandia, Anglia és Franciaország, melyek eredetileg kereskedni akartak Indiával, kihasználták azt, hogy az ország területén levő királyságok egymás ellen harcolnak, és gyarmatokat kezdtek létesíteni. Az 1857-es forradalom (az ún. szipojlázadás) a brit megszállók ellen kudarcot vallott. A lázadás elnyomása után a Brit Birodalom uralma alá került egész India. A 20. század beköszöntével Mahátma Gandhi vezetésével erőszakmentes tüntetések kezdődtek Indiában, melyek 1947. augusztus 15-én elérték céljukat, és India függetlenné vált, de az ország hivatalosan csak 1950. január 26-án vált köztársasággá. A független India első elnöke Dzsaváharlál Nehru lett.
Mint több vallású és több nemzetiségű állam, India sok nemzetiségi és vallási ellentétekből kialakult konfliktust élt át az ország különböző részeiben, de ezek nem gyengítették le az újonnan alakult államot. Sok határkérdésből származó konfliktusa volt Kínával, amelyek a kínai–indiai háború kitöréséhez vezettek (1962). Pakisztánnal rengeteg konfliktusa volt az országnak (1947, 1965, 1971, 1999), amelyeknek oka Dzsammu és Kasmír tartomány hovatartozása. 1974-ben India egy 8 kilotonnás atombombát robbantott a föld alatt (Operation Smiling Buddha néven), ami az atomfegyverekkel rendelkező országok sorába emelte. 1998-ban újabb atomteszteket hajtottak végre Indiában. Az ellentétek Pakisztán és India között a mai napig sem csitultak, demonstratívan nukleáris erővel fenyegetik egymást.

### India jövője
A gyors urbanizáció, a túlnépesedés és a klímaváltozásból fakadó szélsőséges időjárás miatt 2050-re Indiában 200 millió ember kerülhet veszélybe. A Világbank szerint a megfelelő felkészülés és tájékoztatás sokat javíthat a helyzeten.

## Politika és közigazgatás

### Alkotmány, államforma

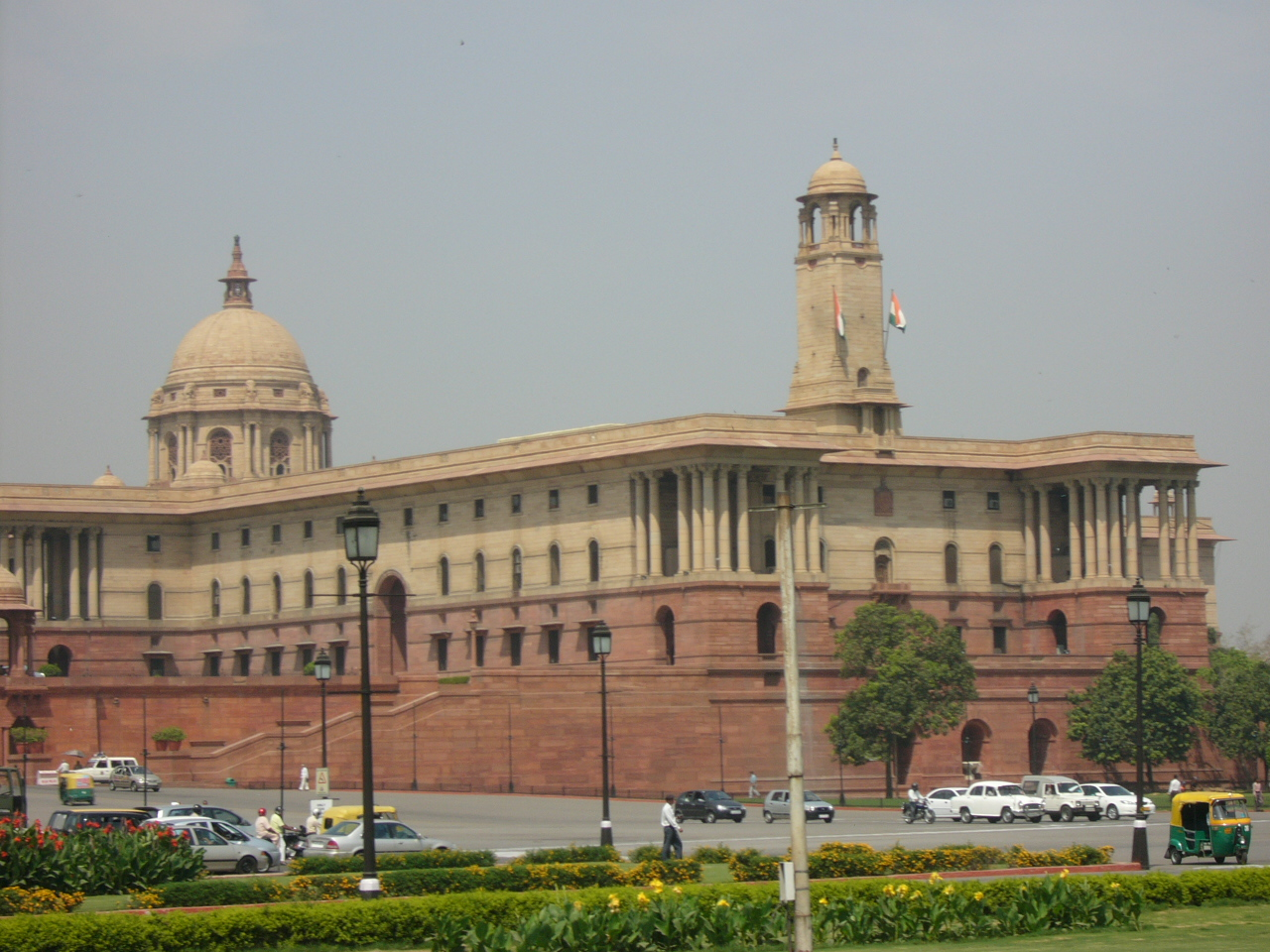
A parlament épülete Delhiben

India egy többpártrendszerű parlamentáris köztársaság. Alkotmánya, amely 1950. január 26-án lépett érvénybe, a leghosszabb és legalaposabb alkotmány a független államok sorában. Preambuluma az országot független, szocialista, szekuláris, demokratikus köztársaságként határozza meg. Szövetségi köztársaság, erős központtal és gyengébb államokkal, bár az 1990-es évek végi politikai, gazdasági és szociális változások megnövelték az egyes államok jogkörét.

### Törvényhozás, végrehajtás, igazságszolgáltatás

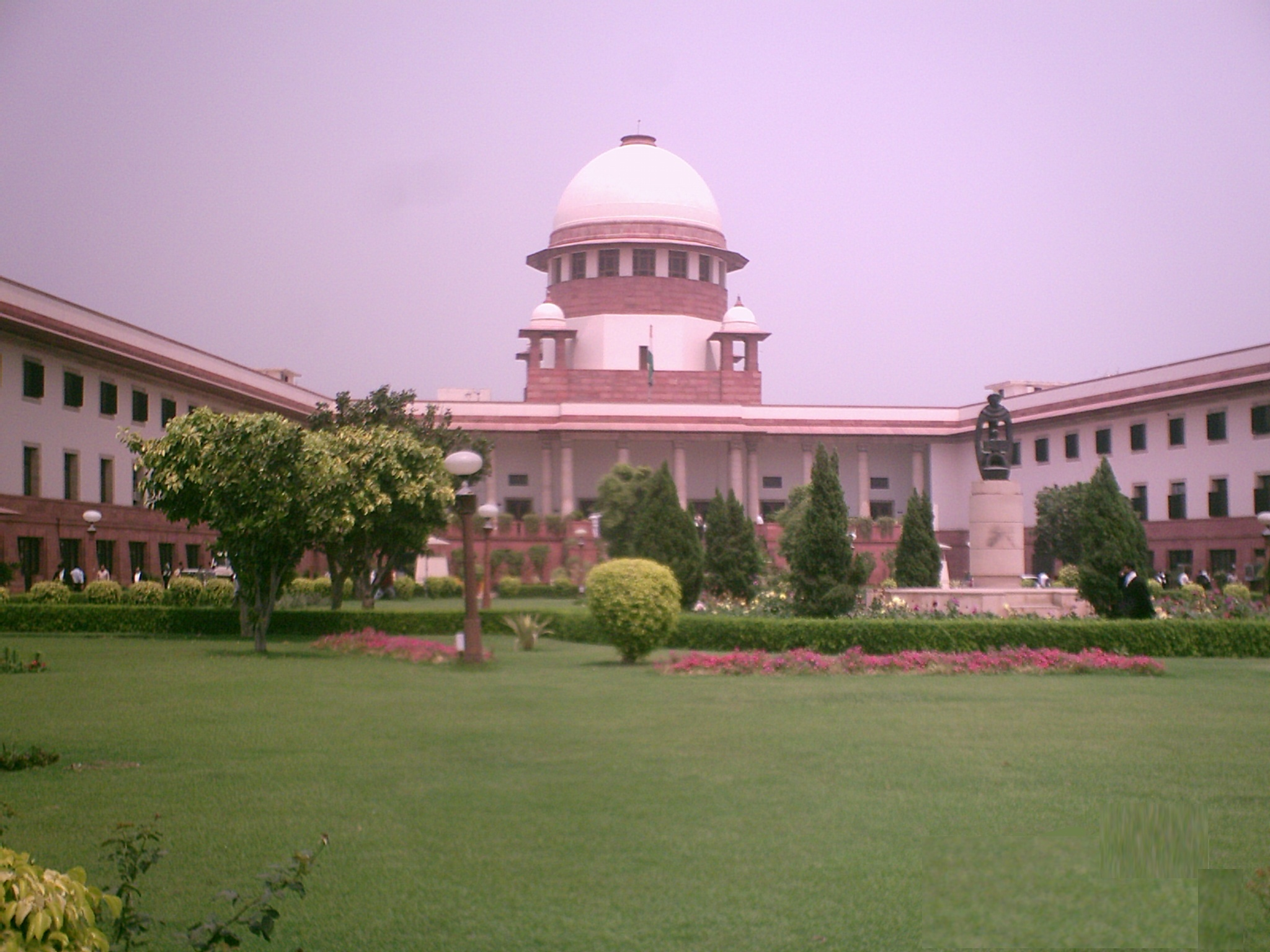
A Legfelsőbb Bíróság, Delhi

Az elnök az államfő, akit az elektorok közvetetten ötéves időszakra választanak. Az elnök nevezi ki a miniszterelnököt, a kormányfőt, aki a legnagyobb végrehajtói hatalommal rendelkezik. A többséggel rendelkező alsóházi párt vagy politikai szövetség megegyezés szerint támogatja a miniszterelnököt. A végrehajtó hatalom többi ága az elnök, az alelnök és a miniszterek tanácsa élén a miniszterelnökkel. Mindegyik tárcával rendelkező miniszter a parlament valamelyik házának tagja kell hogy legyen. Az indiai politikai rendszerben a végrehajtás alárendelt a törvényhozásnak, mivel a miniszterelnök és tanácsa közvetlenül felel a parlament alsóházának.
India törvényhozása a kétkamarás parlament, amely a Rádzsja Szabha (Államok Tanácsa) nevű felsőházból és a Lok Szabha (a Nép Tanácsa) nevű alsóházból áll. A felsőház állandó testület, amelynek 245 tagját hat évre választják. Legtöbbjüket az államok törvényhozásai küldik képviselőjükként, számuk az adott terület népessége alapján változik. Az alsóház 545 tagjából 543-at választások útján közvetlenül a nép juttat be a parlamentbe. Mindegyikük egy-egy választókerületet képvisel öt évre. A fennmaradó két helyre az elnök jelöl ki személyeket az angol-indiai közösségből, ha úgy gondolja, hogy érdekeik nincsenek megfelelően képviselve.
Az igazságszolgáltatói ág három fokozatra tagolódik. A bírói hatalom csúcsát a legfelsőbb bíróság jelenti, élén India főbírójával, ezt követi a 21 felső bíróság és a többi, kisebb bíróság. A Legfelsőbb Bíróság az alapvető kérdésekben, az államok és a szövetségi kormányzat közti vitákban dönt és joga van felülvizsgálni a felső bíróságok döntéseit. Jogilag független.

### Politikai pártok
2014 óta az ország kormánypártja a Bháratíja Dzsanatá Párt (Indiai Néppárt, BZSP) hindu nacionalista konzervatív párt, vezetője a jelenlegi (2023) miniszterelnök, Narendra Modi. 2020 táján a Nemzeti Demokratikus Szövetség elnevezésű 11 párti koalícióban kormányoz. 180 millió fős párttagságával a legnagyobb politikai párt a világon.
| Politikai pártok és vezetőik (2017) (nyitható szakasz) >>>>>>>> |
| --- |
| - Aam Aadmi Party vagy AAP [Arvind KEJRIWAL] - All India Anna Dravida Munnetra Kazhagam vagy AIADMK [J. JAYALALITHAA] - All India Trinamool Congress vagy AITC [Mamata BANERJEE] - Bahujan Samaj Party vagy BSP [MAYAWATI] - Bháratíja Dzsanatá Párt vagy BZSP [Amit SHAH] - Biju Janata Dal vagy BJD [Naveen PATNAIK] - Indiai Kommunista Párt (Marxista) vagy CPI(M) [Prakash KARAT] - Indiai Nemzeti Kongresszus vagy INC [Sonia GANDHI] - Lok Janshakti Party (LJP) [Ram Vilas PASWAN] - Nationalist Congress Party vagy NCP [Sharad PAWAR] - Rashtriya Janata Dal vagy RJD [Lalu Prasad YADAV] - Samajwadi Party vagy SP [Mulayam Singh YADAV] - Shiromani Akali Dal vagy SAD [Parkash Singh BADAL] - Shiv Sena vagy SS [Uddhav THACKERAY] - Telegana Rashtra Samithi (TRS) [K. Chandrashekar RAO] - Telugu Desam Party vagy TDP [Chandrababu NAIDU] - YSR Congress (YSRC) [Jaganmohan REDDY] |

### Jogállamiság
Narendra Modi kormánya hozzájárult a demokratikus intézmények gyengüléséhez, és folytatta India hindu többségi állammá alakítását, miután a Bháratíja Dzsanatá Párt (BZSP) abszolút többséget szerzett a parlament alsóházában.
A hatalmi ágak szétválasztását alkotmányosan a fékek és ellensúlyok rendszere biztosítja. Többnyire megvalósítják. A BZSP vezette kormány 2019-es választásokon történő megerősítése után azonban a párt abszolút többségével a végrehajtó hatalom tovább erősödött. Az igazságszolgáltatás történelmileg fontos szerepet játszott az indiai demokrácia megszilárdításában. Ennek ellenére a hagyományosan független Legfelsőbb Bíróság többször is meghajolt a hindu-nacionalista kormány akarata előtt számos kérdésben, a szólásszabadságtól kezdve egészen a keresztények sorsáig.
2019 augusztusában Dzsammu és Kasmír, India egyetlen muszlim többségű állama különleges státuszának megszüntetéséről intézkedtek, és az amúgy is rendkívül militarizált régiót teljesen elszigetelték a világtól és őrizetbe vették a helyi politikusokat.
Az egyetemi professzorok, a hallgatók és az intézmények az egész országban a politikai és vallási kérdések miatt megfélemlítéssel szembesültek. Az akadémikusokra nyomás nehezedik, hogy ne vitassák meg a BZSP vezette kormány által kényesnek ítélt témákat.
Az országban a jogállamiságot súlyosan aláásta a politikai korrupció is. A korrupcióban részt vevő tisztviselők kihasználják a politikai, jogi vagy eljárási kiskapukat, és nem üldözik őket hatékonyan. A korrupció a 2020-as évek elején továbbra is elterjedt, különösen az olyan ágazatokban, mint az igazságszolgáltatás, a rendőrség, a közszolgáltatások vagy a közbeszerzés; de minden szinten jelen van és továbbra is érinti a polgárokat az intézményekkel való kapcsolataik során.
A fegyveres erők (különleges erők) felhatalmazása lehetővé teszi az indiai biztonsági erők számára, hogy elfogatóparancs nélkül házkutatást végezzenek a gyanúsítottak otthonában és letartóztassanak, a gyanúsítottakat lelőjék, és lerombolják azokat az épületeket, amelyekről feltételezik, hogy fegyvereseknek adnak otthont. Ez sok vita tárgyát képezte Indiában, tekintettel a biztonsági erők által elkövetett visszaélésekre. A törvény továbbra is érvényben van Dzsammuban és Kasmírban, valamint Asszámban, Nágaföldön, Manipurban és Arunácsal Prades egyes részein.
Beszámoltak kínzásról és az őrizet alatti nemi erőszakról is. Általában véve a hátrányos helyzetű csoportokat különösen érinti a védelmi törvények korlátozott érvényesülése és az igazságszolgáltatás rendkívül lassú működése. A gyakorlatban a hátrányos helyzetű társadalmi csoportok nem ugyanolyan hozzáférést kapnak az igazságszolgáltatáshoz.
A Freedom House 2023-as jelentése a »részben szabad« kategóriába sorolta az országot.

### Közigazgatási beosztás
Államok:
| 1. Ándhra Prades [AP] 2. Arunácsal Prades (Arunachal Pradesh) [AR] 3. Asszám (Assam) [AS] 4. Bihár [BR] 5. Cshattíszgarh (Chhattisgarh) [CT] 6. Goa [GA] 7. Gudzsarát (Gujarat) [GJ] 8. Harijána (Haryana) [HR] 9. Himácsal Prades (Himachal Pradesh) [HP] 10. Dzshárkhand (Jharkhand) [JH] 11. Karnátaka [KA] 12. Kerala [KL] 13. Madhja Prades [MP] 14. Mahárástra (Maharastra) [MH] 15. Manipur [MN] | 1. Meghálaja (Meghalaya) [ML] 2. Mizoram [MZ] 3. Nágaföld (Nagaland) [NL] 4. Odisa (Odisha, Orissa) [OR] 5. Pandzsáb (Punjab) [PB] 6. Rádzsasztán (Rajasthan) [RJ] 7. Szikkim (Sikkim) [SK] 8. Tamilnádu (Tamil Nadu) [TM] 9. Telangána [TG] 10. Tripura [TR] 11. Uttarakhand [UT] (Uttaranchal [UL]) 12. Uttar Prades [UP] 13. Nyugat-Bengál (West Bengal) [WB] |  |

Szövetségi területek:
1. Andamán- és Nikobár-szigetek [AN]
2. Csandígarh (Chandigarh) [CH]
3. Dadra és Nagar Haveli és Daman és Diu [DH]
4. Dzsammu és Kasmír (Jammu and Kashmir) [JK]
5. Ladak (Ladakh) [LA]
6. Laksadíva (Lakshadweep) [LD]
7. Puduccseri (Puducherry) [PY]

Fővárosi közigazgatási terület:
1. Delhi [DL]

## Népesség

Írni és olvasni tudók aránya állami szinten. Sötétzöld a legmagasabb, narancssárga a legalacsonyabb

Az ENSZ 2023. április 19-én jelentette be, hogy a rendelkezésre álló adatok szerint India népessége megelőzte Kínáét, és így a világ legnépesebb országa lett. Népessége ekkor (2023. ápr.) mintegy 1 milliárd 426 millió fő. Népsűrűsége országos viszonylatban is magas, mintegy 480 fő/km².

### Általános adatok
A nyelveket, a vallásokat és a kasztokat a szociálpolitikai szervezetek korlátozzák és befolyásolják a magas népességi ráta miatt. A népességnövekedés az elmúlt időszakban folyamatosan csökkent az állami születésszabályozás miatt.
Az indiai kormány szociális politikáját a nemzetközi elemzők részben sikeresnek ítélik. A születésszabályozás egyre nagyobb mértékű elterjedésével a népesség növekedési üteme már csökken (jelenleg ez 1,5% körüli). Az alapfokú oktatás is egyre elterjedtebbé vált, sőt a felsőoktatás megítélése világszinten igen kedvező. Ugyanakkor az egyes társadalmi rétegek közötti különbségek hatalmas mértékben nőttek. A mai napig a társadalmi élet legmeghatározóbb vonása, az alkotmányban lefektetett elvekkel ellentétesen, a hindu vallásból eredően a lakosság több ezer kasztra való tagolódása.
Az ország legnagyobb agglomerációi: Mumbai (Bombay), Delhi, Kolkata (Kolkata) és Csennai (Chennai/Madrasz). A városi lakosság aránya 2015-ben 32,7%. A gyors gazdasági fejlődés hatására az urbanizáció felgyorsult. Bár a népesség nagyobb része még falvakban lakik, rohamosan nő a városlakók száma.  
2015-ben a 15 év felettiek 71,2%-a tud írni-olvasni (a férfiak 81%-a, a nők 61%-a). (A városokban ez az arány magasabb.)
2016-ban a születéskor várható élettartam 68,5 év volt.

### Népességváltozás
| \| India népességének növekedése[56][57] \| \| \| \| Év \| Népesség (millióban) \| Népsűrűség (fő/km²) \| \| 1960 \| 450 M \| 151 \| \| 1970 \| 555 M \| 187 \| \| 1980 \| 698 M \| 235 \| \| 1990 \| 870 M \| 293 \| \| 2000 \| 1050 M \| 353 \| \| 2010 \| 1230 M \| 414 \| \| 2020 \| 1380 M \| 464 \| |                      |                     |
| India népességének növekedése |                      |                     |
| Év | Népesség (millióban) | Népsűrűség (fő/km²) |
| 1960 | 450 M                | 151                 |
| 1970 | 555 M                | 187                 |
| 1980 | 698 M                | 235                 |
| 1990 | 870 M                | 293                 |
| 2000 | 1050 M               | 353                 |
| 2010 | 1230 M               | 414                 |
| 2020 | 1380 M               | 464                 |

### Legnépesebb települések
| India legnagyobb agglomerációinak lakossága (2011) Mumbai Delhi Bengaluru # Város Állam Lakosság # Város Állam Lakosság Csennai Kolkata Ahmadábád 1 Mumbai Mahárástra 18 400 000 11 Kánpur Uttar Prades 3 000 000 2 Delhi Delhi 16 300 000 12 Lakhnau Uttar Prades 2 874 000 3 Kolkata Nyugat-Bengál 14 100 000 13 Nágpur Mahárástra 2 469 000 4 Csennai Tamilnádu 8 700 000 14 Patna Bihár 2 021 000 5 Bengaluru Karnátaka 8 500 000 15 Indaur Madhja Prades 1 973 000 6 Haidarábád Ándhra Prades 7 750 000 18 Bhopál Madhja Prades 1 917 000 7 Ahmadábád Gudzsarát 6 300 000 16 Thána Mahárástra 1 937 000 8 Púna Mahárástra 5 000 000 19 Ludhijána Pandzsáb 1 800 000 9 Szúrat Gudzsarát 4 500 000 17 Pimpri-Csincsvád Mahárástra 1 921 000 10 Dzsaipur Rádzsasztán 3 000 000 20 Agra Uttar Prades 1 770 000 2011. évi adatok [ 58 ] |            |               |            |    |                  |               |           |                           |
| Mumbai Delhi Bengaluru |            |               |            |    |                  |               |           |                           |
| # | Város      | Állam         | Lakosság   | #  | Város            | Állam         | Lakosság  | Csennai Kolkata Ahmadábád |
| 1 | Mumbai     | Mahárástra    | 18 400 000 | 11 | Kánpur           | Uttar Prades  | 3 000     | Csennai Kolkata Ahmadábád |
| 2 | Delhi      | Delhi         | 16 300 000 | 12 | Lakhnau          | Uttar Prades  | 2 874 000 | Csennai Kolkata Ahmadábád |
| 3 | Kolkata    | Nyugat-Bengál | 14 100 000 | 13 | Nágpur           | Mahárástra    | 2 469 000 | Csennai Kolkata Ahmadábád |
| 4 | Csennai    | Tamilnádu     | 8 700 000  | 14 | Patna            | Bihár         | 2 021 000 | Csennai Kolkata Ahmadábád |
| 5 | Bengaluru  | Karnátaka     | 8 500 000  | 15 | Indaur           | Madhja Prades | 1 973 000 | Csennai Kolkata Ahmadábád |
| 6 | Haidarábád | Ándhra Prades | 7 750 000  | 18 | Bhopál           | Madhja Prades | 1 917 000 | Csennai Kolkata Ahmadábád |
| 7 | Ahmadábád  | Gudzsarát     | 6 300 000  | 16 | Thána            | Mahárástra    | 1 937 000 | Csennai Kolkata Ahmadábád |
| 8 | Púna       | Mahárástra    | 5 000      | 19 | Ludhijána        | Pandzsáb      | 1 800 000 | Csennai Kolkata Ahmadábád |
| 9 | Szúrat     | Gudzsarát     | 4 500 000  | 17 | Pimpri-Csincsvád | Mahárástra    | 1 921 000 | Csennai Kolkata Ahmadábád |
| 10 | Dzsaipur   | Rádzsasztán   | 3 000      | 20 | Agra             | Uttar Prades  | 1 770 000 | Csennai Kolkata Ahmadábád |
| 2011. évi adatok |            |               |            |    |                  |               |           |                           |

### Nyelvi megoszlás

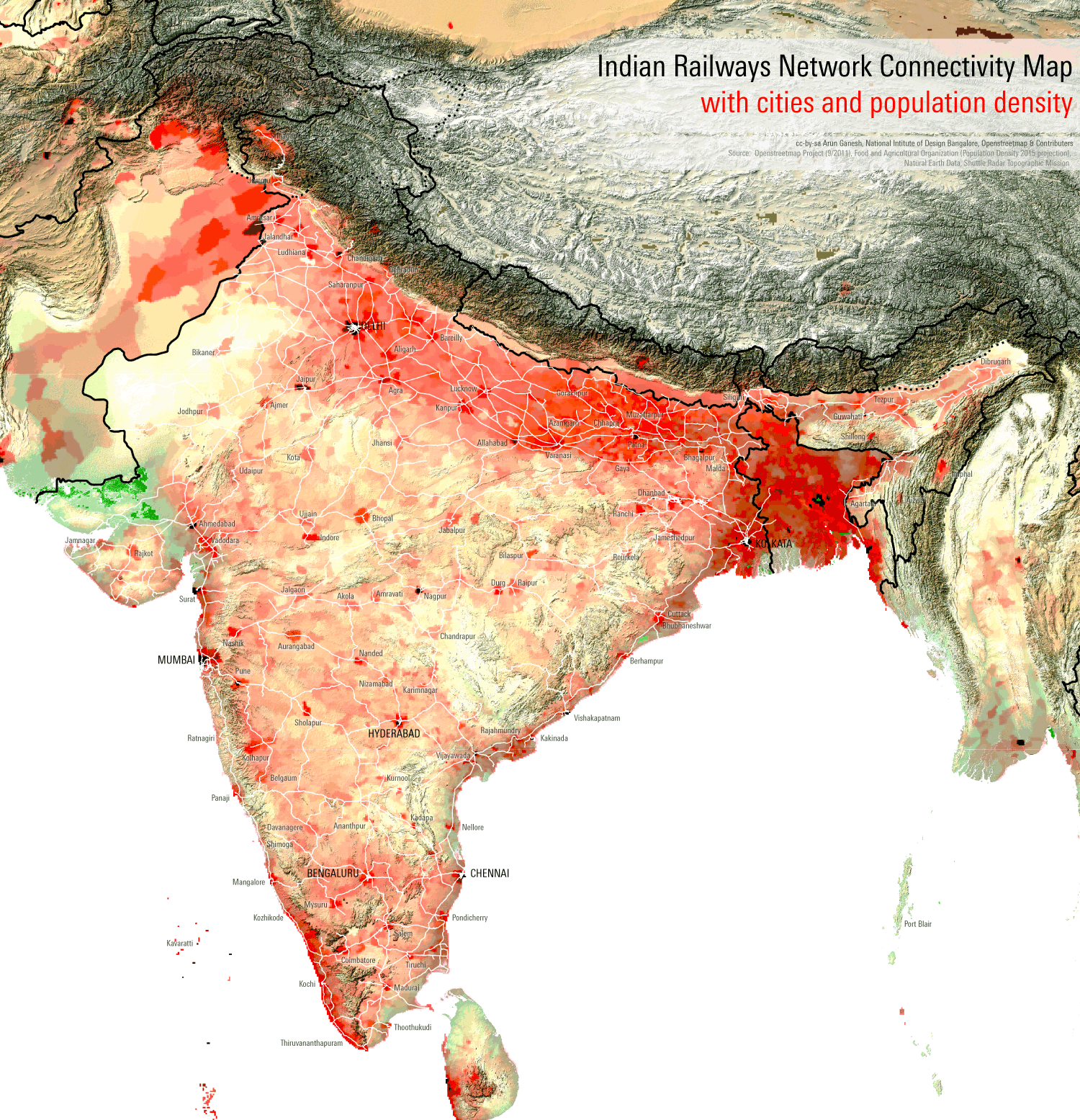
India népsűrűsége 2011-ben

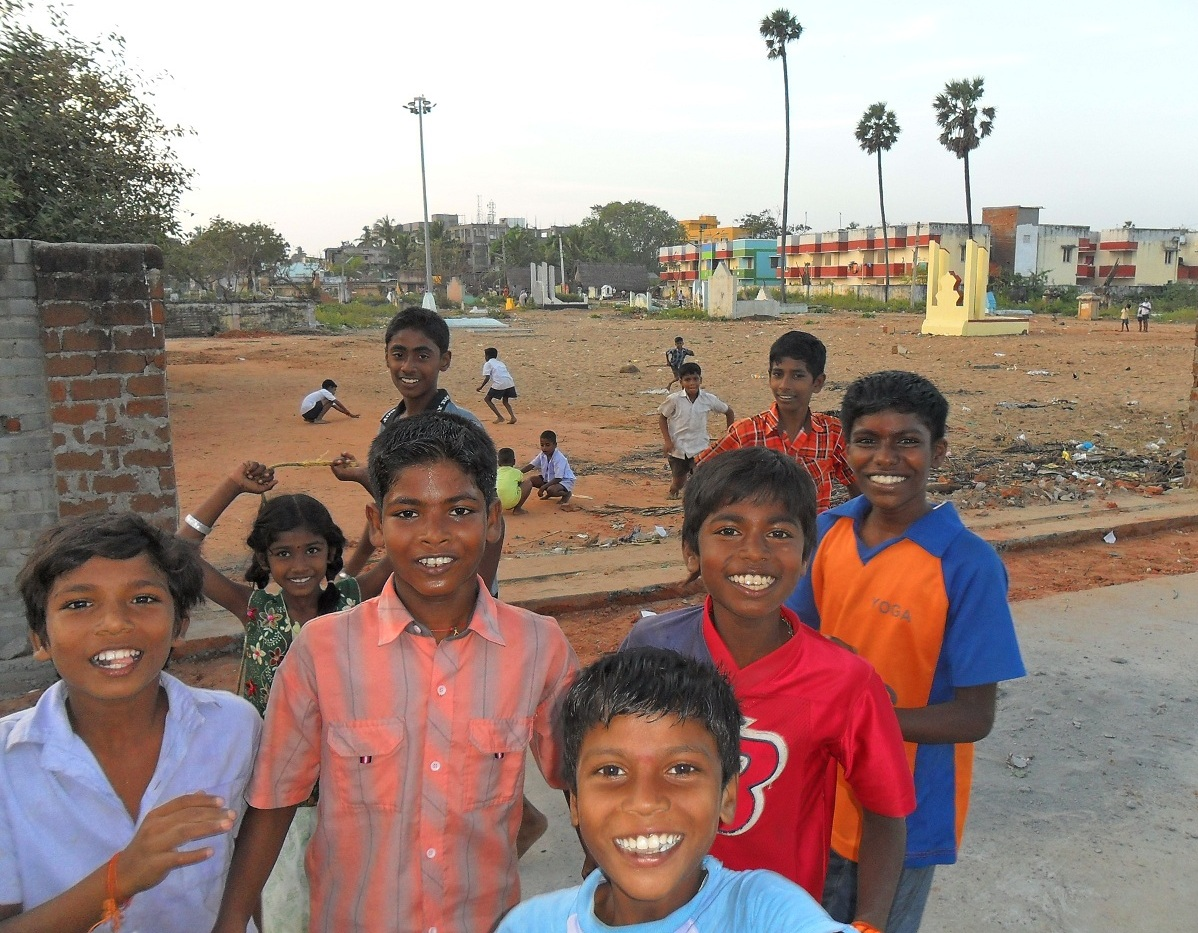
Tamil fiúk

Indiában két nagy nyelvi csoport van: az indoárja (az emberek 72-73%-a beszéli) és a dravida (az emberek 24-25%-a beszéli). Az országban használatos további nyelvek a sino-tibeti és az ausztroázsiai nyelvcsaládból származnak.
A hivatalos nyelvek a hindi (40% beszéli) és az angol (10% beszéli*).
Az angol a második számú hivatalos nyelv, a nemzeti, politikai és kereskedelmi kommunikáció legfontosabb nyelve; a felsőbb törvényhozásban és a szövetségi államok közötti  érintkezésben az egyetlen hivatalos nyelv.
Az alkotmány ezeken kívül még összesen 22 nyelvet említ meg hivatalos regionális nyelvként  (több mint 11 írásrendszerrel).
Jelentős nyelvek a bengáli, a telugu, a maráthi, a tamil, az urdu, a gudzsaráti, a szanszkrit, a nága, a malajálam, a kannada, az orija, a pandzsábi, az asszámi, a kasmíri, a szindhi és a szikkimi. 24 olyan nyelv van, amelyik beszélőinek száma meghaladja az 1 milliót. Összesen több mint 19 ezer nyelvet és nyelvjárást beszélnek anyanyelvként Indiában.
A hindinek önmagában 13 dialektusa van. Ezek annyira eltérhetnek egymástól, hogy a más dialektust beszélők nem, vagy csak alig értik meg egymást. A hindusztáni a hindi / urdu népszerű változata, egy közvetítőnyelv, amelyet széles körben beszélnek Észak-India egy részén, de nem hivatalos nyelv.

### Vallási megoszlás
Annak ellenére, hogy az emberek közel 80%-a hindu vallású, Indiában van a harmadik legnagyobb muszlim közösség a világon, Indonézia és Pakisztán után: a lakosság kb. 14%-a iszlám vallású. További jelenlévő vallások még a kereszténység (2,3%), a szikhizmus (1,7%), a buddhizmus (0,7%) és egyéb (kb. 1%). Az iszlám a muszlim hódítók, a kereszténység főleg az európai gyarmatosítók és misszionáriusok révén terjedt el, a többi Indiában született.

### Etnikai megoszlás
Indiai etnolingvisztikai csoportok
Indo-árja 75%, dravida 20%, egyéb eredetű 5%.
Az indiai népszámlálás nem ismer el faji vagy etnikai csoportokat Indián belül, de a lakosság hihetetlenül sokszínű, több mint kétezer különböző etnikai népcsoport él az országban.
A legtöbben a magukat árjáknak nevező, az őslakos dravidáknál világosabb bőrű emberek vannak. A hindi népcsoportok - akiknek a nyelve a hindi, vallásuk zömmel a hindu - vannak a legtöbben. Ebből tulajdonképpeni hindi 24%. Bihar állam lakói a bihariak, kelet-hindik, arányuk 9%. Rádzsasztán lakói a rádzsputok, nyugat-hindik, arányuk 4%. Sokféle etnikai csoport tartozik az iszlám vallásúak közé, őket vallási csoportként tartják számon, arányuk 11%. A szomszédos Banglades többségi népe, a bengáli a népesség 7%-át teszi ki. Szintén 7%-ot tesznek ki a következő népcsoportok: a maráthiak, a tamilok és a teluguk. Ezenkívül a legalsóbb kasztok tagjai, akik a sötét bőrű dravida őslakók utódai, szintén 7%-nyian vannak. Őket adivasziknak, vagyis jegyzett törzseknek nevezik. A kormány számontartja és megpróbálja segíteni őket. Az adivaszik 200 különböző törzshöz tartoznak, sokuk ma is rendkívül primitív életmódot folytat. Néhány törzs lélekszáma oly csekély, hogy a kihalás szélén áll. További etnikumok: a gudzsarátiak és a kannadák egyaránt 4-4%-ot tesznek ki. Orija 3%, malajálam szintén ugyanennyi. Pandzsábi, a szomszédos Pakisztán többségi népe 1%-os arányt ér el. Szintén 1%-nyian vannak az asszámiak. A maradék 1% a szomszédos országok népcsoportjaihoz tartozó tibeti, burmai, nepáli. Ezenkívül kisebb népek tartoznak ide, mint a kasmíriak, a nagák, a mizók és egyéb népek.

## Gazdasága

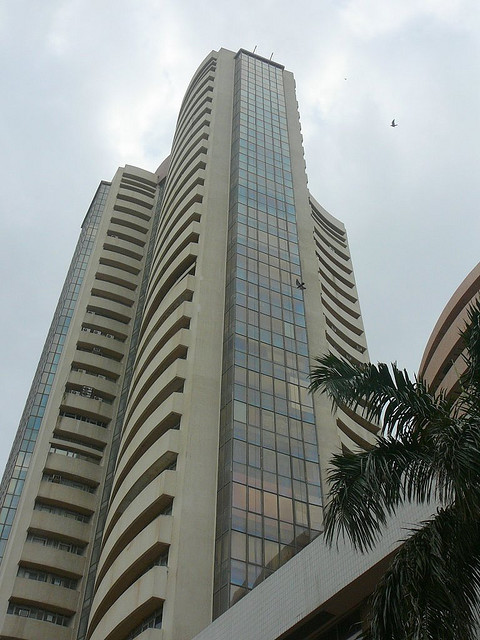
A Nemzeti Tőzsde épülete Mumbaiban

### Általános adatok
- 2014-ben a munkaerő 47%-a dolgozik a mezőgazdaságban, 22%-a az iparban, 31% a szolgáltatásokban.[54]
- Szegénységi küszöb alatt él a lakosság közel 22%-a (2017-18-ban).[67]
- A GDP összetétele (2019-ben):[68] mezőgazdaság: 16%, ipar: 25%, gyártás: 14%, szolgáltatások: 49,9%
- Az egy főre jutó GDP 2020-ban (becslés):[69] 1877  USD (nominális), 6284  USD (PPP).

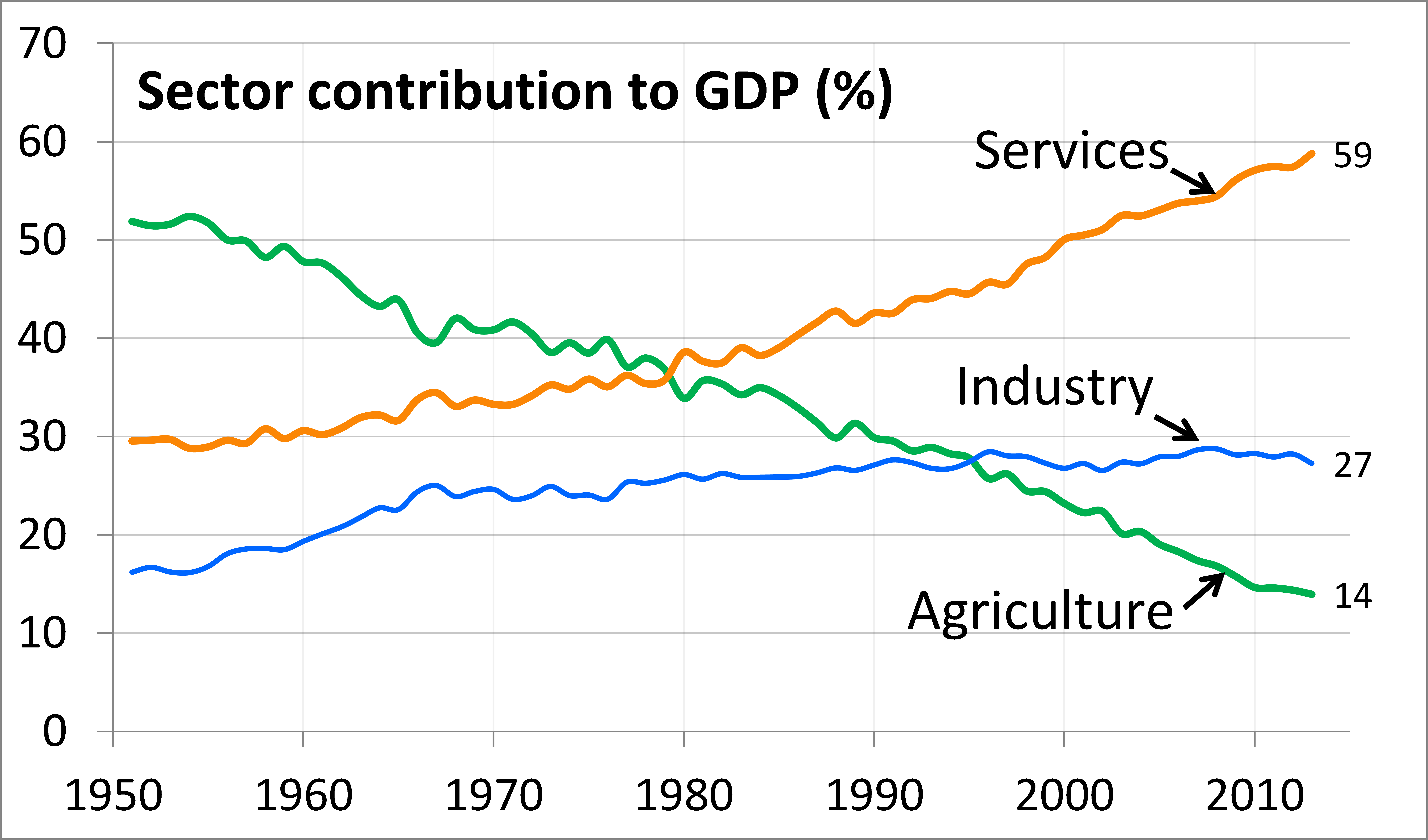
A GDP megoszlásának változása 1951 és 2013 között. Services= szolgáltatások, Industry= ipar, Agriculture= mezőgazdaság

### Gazdasági adatok
India gazdasági mutatói 2012-2020:

| Év   | GDP (milliárd US$ PPP) | GDP per fő (US$ PPP) | Részesedés a világgazdaságból (GDP PPP in %) | GDP növekedés (reál) | Infláció | Államadósság (GDP %-ban) |
| ---- | ---------------------- | -------------------- | -------------------------------------------- | -------------------- | -------- | ------------------------ |
| 2012 | 6 153,1                | 4 861,1              | 6,15%                                        | 5,45%                | 10,0%    | 69,1%                    |
| 2013 | 6 477,5                | 5 057,2              | 6,17%                                        | 6,38%                | 9,4%     | 68,5%                    |
| 2014 | 6 781,0                | 5 233,8              | 6,22%                                        | 7,41%                | 5,8%     | 67,8%                    |
| 2015 | 7 159,7                | 5 464,8              | 6,44%                                        | 7,99%                | 4,9%     | 69,9%                    |
| 2016 | 7 735,0                | 5 839,8              | 6,70%                                        | 8,25%                | 4,5%     | 69,0%                    |
| 2017 | 8 280,9                | 6 185,9              | 6,81%                                        | 7,04%                | 3,6%     | 69,8%                    |
| 2018 | 8 998,6                | 6 652,7              | 6,99%                                        | 6,12%                | 3,4%     | 69,8%                    |
| 2019 | 9 542,2                | 6 977,3              | 7,09%                                        | 4,18%                | 4,7%     | 69,8%                    |
| 2020 | 8 681,3                | 6 283,5              | 6,66%                                        | -10,28%              | 4,9%     | 69,8%                    |

### Gazdasági ágazatok

A GDP/fő (PPP) nagysága államonként 2011-ben

#### Energiaipar
India behozatalra szorul kőolajból és földgázból, ugyanakkor nagy szénkészlettel rendelkezik és vízenergiából az északi területeken jelentős az energiatermelés. Az országnak 30 nagy gátja van, amik az energiatermelés mellett a földek öntözését is biztosítják. Indiának jelentős a nukleáris energiatermelése.
Az ország háztartási elektromos feszültsége 230 V, 50 Hz. Sok helyen található kétpólusú, európai csatlakozó, de a brit hárompólusú is.

#### Mezőgazdaság
Növénytermesztés

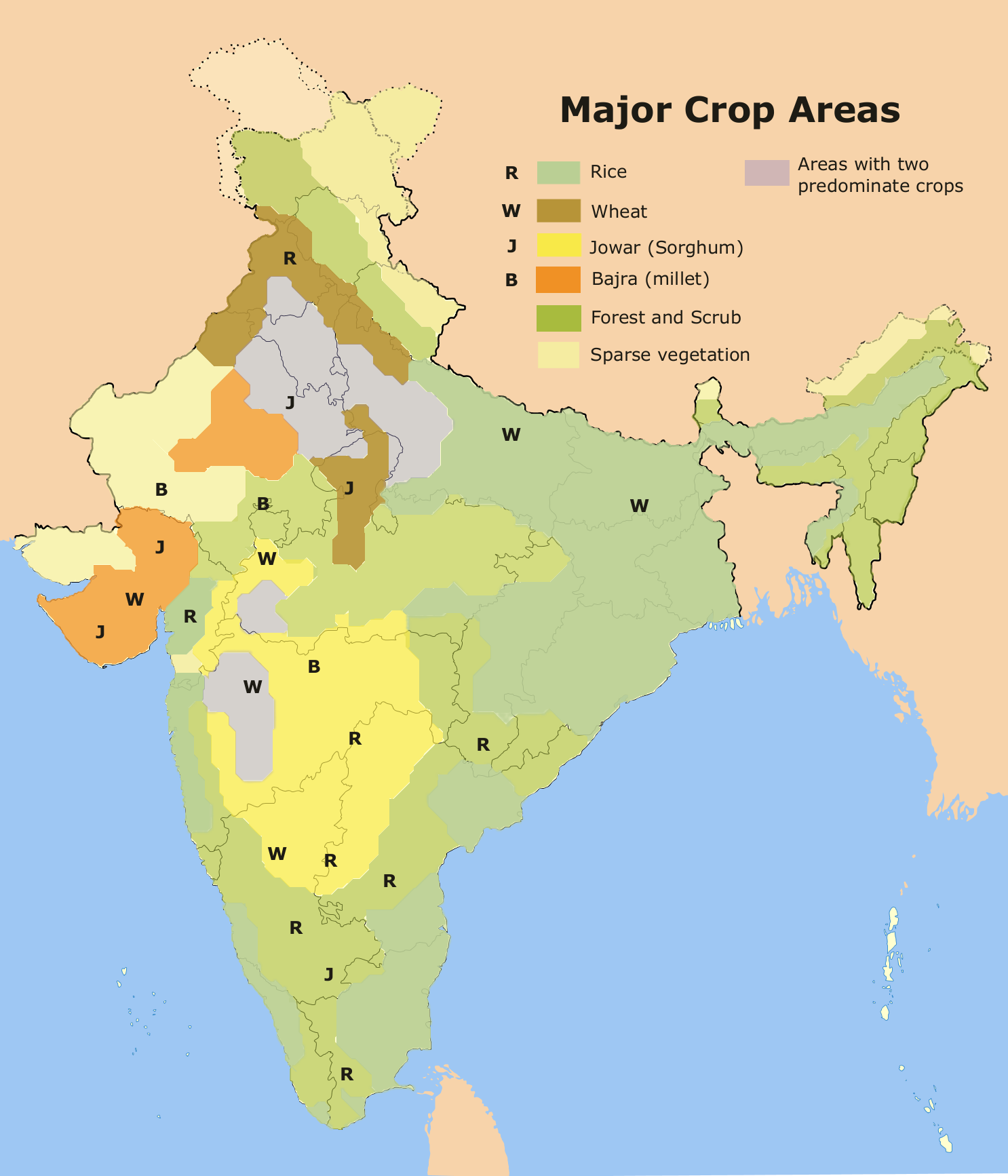
Fő mezőgazdasági termények. R (rice)= rizs, W (wheat)= búza, J (jowar)= cirok, B (bajra)= köles

India mezőgazdasága duális szerkezetű. Ez azt jelenti, hogy egyszerre van jelen a hagyományos és a modern mezőgazdasági művelés. Az élelmiszertermelés általában apró parcellákon folyik. Ezeken igen elmaradott eszközöket alkalmaznak. A termésátlagok alacsonyak, a termés csak épp elegendő az önellátásra. Az exportra termelő nagybirtokokon ugyanakkor a legkorszerűbb gépekkel és művelési módokkal találkozhatunk. 
A hőmérsékleti viszonyoknak köszönhetően a földművelés gyakorlatilag egész évben lehetséges. A csapadék egyenlőtlen időbeli és térbeli eloszlása miatt azonban nagy területeket kell öntözni. Egyes területeken háromszor is aratnak egy évben.
- Legfontosabb termesztett növények: rizs, búza, kölesfélék, kukorica, árpa, földimogyoró, szezám, tea, repce, cukornád, gyapot, juta, ricinus, hüvelyesek, kávé, gumi, dohány, kender, len, burgonya, banán, fűszerek, kókusz, zöldségek.

A legfontosabb élelmiszernövénye a rizs. Exportra teát, dohányt és különböző fűszereket termesztenek. Ipari növények közül a gyapot, a cukornád, valamint a zsákok, kötelek alapanyaga, a juta emelhető ki. 
Állattenyésztés
A szarvasmarhaállománya az egyik legnagyobb a világon. Az indiai púpos marhát (zebu) a hinduk szent állatként tisztelik. A lakosság nagy része nem fogyasztja a húsát, sokáig csak igavonásra használták. Az utóbbi időben viszont a tej lépett elő India legértékesebb mezőgazdasági termékévé. 
- Legfontosabb tenyésztett állatok: szarvasmarha, bivaly, kecske, juh, sertés, teve, baromfi.

#### Ipar
Főbb iparágak (2014): textilipar, vegyipar, élelmiszer-feldolgozás, acélipar, cementipar, bányászat, kőolajipar, gépgyártás, szoftverek, gyógyszerek gyártása. Az ipari termelés növekedési üteme 3,8% (2014-ben).
A világ második legnépesebb országának gazdasági szerkezete az 1990-es évek elején kezdett átalakulni, amit a GDP kimagasló mértékű, közel 6%-os évi növekedése bizonyít. Ez az országba érkező, egyre nagyobb külföldi működőtőke-befektetéseknek köszönhető, amelyek értéke több mint 20-szorosára nőtt. Az utóbbi években évente már több mint 2 milliárd amerikai dollár értékű külföldi működőtőke-befektetés érkezett Indiába. Legfontosabb telepítőtényezők a hatalmas piac és az olcsó, de igen jól képzett, kreatív munkaerő. A növekedés másik tényezője az export óriási mértékű, évente átlagosan több mint 12%-os növekedési rátájú felfutása, amely az indiai exportösztönző gazdaságpolitikát dicséri.
Két húzóágazata a magas színvonalú feldolgozóipar és a szolgáltatási szféra. Kivitelének több mint 70%-át már a gépipari és elektronikai termékek adják. Jelentős a mozdony-, hajó-, textilgépgyártás, továbbá a személy- és teherautók összeszerelése. Ezen kívül elektronikai berendezéseket, távközlési műholdakat gyártanak. 
A szolgáltatási tevékenységek, főleg a pénzügyi és üzleti szolgáltatások, valamint a szoftvergyártás GDP-jének már közel felét állítják elő. Már több mint 200 szoftvergyártó vállalat van Indiában, többségük az amerikai transznacionális cégek leányvállalata.
Bengalurut India Szilícium-völgyének is nevezik. A régió ugyanis az amerikai Szilícium-völgyben tapasztalthoz hasonló fejlődést él meg.
Bányászat
A legfontosabb bányászati termékek: magnezit, grafit, kősó, feketekőszén, vas, csillám, mangán, bauxit, kőolaj, ólom, cink, kaolinit, gipsz, króm, foszfát, arany, cirkónium, titán, földgáz, urán, tórium.

#### Külkereskedelem
- Exporttermékek: szoftver, textil termékek, drágakövek és ékszerek, műszaki termékek, vegyipari termékek, bőrtermékek, vasérc
- Importtermékek: kőolaj, földgáz, műszaki felszerelések és alkatrészek, műtrágya, vegyipari termékek, ipari termékek

Legfőbb kereskedelmi partnerek 2019-ben:
- Export:  USA 16,8%,  Európai Unió 14,6%,  Egyesült Arab Emírségek 9,1%,  Kína 5,3%
- Import:  Kína 14,3%,  Európai Unió 8,9%,  USA 7,3%,  Egyesült Arab Emírségek 6,3%,  Szaúd-Arábia 5,6%

#### Hírközlés
Az országban sok helyen rendelkezésre áll a telefon, telefax, e-mail, mobiltelefon, de ezeket nem mindenki tudja megfizetni. A mobiltelefon népszerű, ami részben abból adódik, hogy nem kell hozzá vezetékrendszert kiépíteni. Sok vállalkozásnak nincs is vezetékes telefonja, csak mobilszámokkal rendelkezik, amelyek rendszerint 10 jegyűek és 9-cel kezdődnek.

#### Tömegkommunikáció
Az országban számtalan napilap jelenik meg, néhány jelentősebb ezek közül:
(internetes oldaluk címével együtt)
- The Times of India (New Delhi) http://www.timesofindia.com
- Hindustan Times (New Delhi) http://www.hindustantimes.com
- The Telegraph (Calcutta) http://www.telegraphindia.com
- The Indian Express (Mumbai) http://www.indianexpress.com
- Greater Kashmir (Szrinagar) http://www.greaterkashmir.com

A nemzeti rádiót és televíziót korábban a kormány felügyelte, ez azonban számtalan visszaélésre adott alkalmat. A politikusok a médiát gyakran a saját politikai céljaikra használták fel.
Ezt a problémát a többi állomás megjelenése szüntette meg, amik közül sok műholdról sugároz.
Az 1990-es évektől kezdve Indiában elérhető a CNN, az MTV indiai változata és sok más nyugati tévé-csatorna.

## Közlekedés

India főútvonalai

### Közút
A gyarmati időkből jól kiépített közúti- és vasúthálózat maradt az országra. Ez nagyban hozzájárul az utcai közlekedés enyhítéséhez. A közutak hossza (2015-ben): 4 699 024 km
A városokon belül a közúti forgalomra a sokszínűség a jellemző. Az autók mellett kerékpárok, motorbiciklik, mopedek, háromkerekű riksák, és buszok is megtalálhatók. A közlekedés a nagyvárosokban a zsúfoltság miatt kaotikus.

### Vasút
A világon Indiának a negyedik legnagyobb a vasúti hálózata, ami azonban problémákkal terhelt. Az országban négyféle szélességű sínpár létezik: 1,676 m, 1 m, 762 mm és 609 mm. Emiatt a vonatok nem tudnak az egyik rendszerről átmenni a másik hálózatra, az utasoknak kell átszállniuk. A vonatok annyira zsúfoltak, hogy az emberek néha az oldalán is kapaszkodnak. Az alacsonyabb osztályú kocsikban az utasok gyakran az állataikat is magukkal viszik. Becslések szerint Indiában naponta 17-20 millió utas közlekedik vonaton.[mikor?] A vasútvonalak hossza (2014-ben): 68 525 km. Egyes nagyvárosokban földalatti vagy magasvasút is üzemel.

### Légi közlekedés
A városok közötti közlekedés leggyorsabb módja a légi közlekedés, ez azonban a helyi lakosság nagy részének még megfizethetetlen.
Mumbai, Delhi, Csennai és Kolkata közvetlen légi kapcsolatokkal rendelkezik sok ázsiai és európai nagyváros felé. Az ország állami nemzetközi légitársasága az Indian Airlines és az Air India. Mellettük még több hazai és külföldi légitársaság is üzemeltet járatokat.
A repülőterek száma (2010-es évek) :
- Burkolt kifutópályával: 253
- Burkolatlan kifutópályával: 93

Legforgalmasabb repülőterek:
- Indira Gandhi nemzetközi repülőtér (Delhi)
- Cshatrapati Sivádzsi nemzetközi repülőtér (Mumbai)

### Vízi közlekedés
- Fő kikötők: Csennai, Jawaharal Nehru Port (Mumbai), Kandla, Kolkata, Sikka, Vishakhapatnam [54]
- Konténerkikötők: Csennai, Jawaharal Nehru Port (Mumbai), Mundra [54]
- LNG-terminálok [* 1] (import): Dabhol, Dahej, Hazira [54]

## Telekommunikáció
| Hívójel prefix | AT-AW, VT-VW, 8T-8Y |
| ITU zóna       | 41                  |
| CQ zóna        | 22                  |

## Kultúra
India kultúrája együttesen az Indiában élő közösségek ezreinek különálló és egyedi kultúrájára utal. India nyelvei, vallásai, a tánc, a zene, az építészet, az ételek és szokások országrészenként különböznek. Az indiai kultúra több ezer éves hagyományra tekint vissza. Az indiai népek rendkívüli sokszínűsége számos regionális sajátosságot eredményezett, de a történelmi befolyások, például az iszlám vagy az európai gyarmatosítók is nyomot hagytak.
Az ind filozófia és az irodalom szövegeit beleszámítják a világirodalomba; az indiai építmények nagy számban gazdagítják a világ kulturális örökségét. Az indiai popkultúra, de különösen az indiai film és az indiai konyha világszerte ismertté váltak.

### Társadalom
Az indiaiak túlnyomó többségének a házasságát a szülei vagy a család más elöljárói intézik. Úgy gondolják, hogy a házasság egy életre szól, és a válások aránya rendkívül alacsony, a 2010-es években ezerből kevesebb mint egy házasság végződik válással. Az „elrendezett” gyermekházasságok gyakoriak, különösen a vidéki területeken; sok nő még a 18. életévének betöltése előtt házasodott, ami tulajdonképp a törvényes minimális házassági életkor.
A nők elleni diszkrimináció és a szexuális erőszak továbbra is jelentős probléma. A családon belüli erőszak és a házassági hozományi vitákhoz kapcsolódó gyilkosságok (úgynevezett „hozomány halálok”) továbbra is fennállnak.

### Zene
A klasszikus indiai zene két nagy irányzata az ország középső és keleti részén elterjedt hindusztáni és a délen jellemző karnatikus stílus.  A hindu zenék másik meghatározó eleme a népzene, amely rendkívül sokszínű: minden régió és tájegység saját hagyományokkal, szokásokkal és népdalkinccsel rendelkezik. Meghatározó zenei stílus még a vallási zene és az indiai popzenék.

### Tánc
Az indiai tánc az ország kultúrájának meghatározó eleme, a néptáncok, a klasszikus és modern táncok egyaránt elterjedtek.

## Turizmus
Az Indiába látogató turisták számára az ország sok kihívást tartogat. Az utazóknak számolniuk kell a gyakori késésekkel, a nem eléggé komfortos szállásokkal. Az infrastruktúra sok helyen fejletlen. A nagyvárosokban nagyfokú zaj- és levegőszennyezés van jelen. A közlekedésben káosz jellemző, az utak és a tömegközlekedési eszközök túlzsúfoltak. A tájékozódás nehéz, mivel csak elvétve vannak az utcákon táblák. A köztisztaság európai szemmel nézve drasztikus.

### Főbb látnivalók
- Az indiai kultúra
- Delhi: Kutub Minár torony és épületegyüttes, Rádzs Ghát, Vörös Erőd, Dzsama Maszdzsid, Humájun császár síremléke
- Agra: Tádzs Mahal, Vörös Erőd
- Fatehpur Szíkri: A Mogul Birodalom egykori fővárosa
- Dzsaipur: Pink City, Dzsohári bazár, Szelek Palotája, Amber Palota
- Rádzsasztán városai és erődei (ld. még rádzsasztáni hegyi erődök)
- a dzsaina templomok kivételes szépségűek (Dzsaipur, Ábú-hegy, Pálítáná, Ranakpur, Pattadakal, Bádámi, Aihole, Sravánabélagóla, Tiruvannámalaj stb.)
- Váránaszi
- Khadzsuráhó, Hampi, Ellorai és Adzsantai barlangtemplomok, Mándú erődvárosa stb.
- Goa- és a Malabár-vidék tengerpartja, Ó-Goa
- Kerala lagúnái
- Madurai: Mínáksí nátakam, Ezer oszlop csarnok, Tirumala Nájak palotája
- Sarnath-Buddha megvilágosodásának helyszíne
- India világörökségi helyszínei

### Oltások
| Javasolt védőoltások (nyitható szakasz) >>>>>>>>>> |
| --- |
| Javasolt oltások Indiába utazóknak, amit indulás előtt 4-8 héttel érdemes beadatni, hogy a kellő védettség kialakuljon: (az oltás igazolását kérheti a hatóság) - hastífusz - Hepatitis A (magas a fertőzésveszély) - Hepatitis B (közepes a fertőzésveszély) - járványos gyermekbénulás – csak egyszer kell beadatni, egész életre szól a védettség - Járványos agyhártyagyulladás, meningitisz - veszettség - diftéria - az oltás 10 évig védettséget ad - bárányhimlő - TBC (tuberkulózis) - csak 1x kell beadatni, egész életre szól a védettség - malária ellen gyógyszerekkel és elővigyázattal lehet védekezni. (Nagy a kockázata a fertőzésnek, kivéve az ország déli részén és a magashegységekben, ahol ritka.) - HIV - kerülendők a kevésbé higiénikus orvosi rendelőkben az injekciók és a tetoválószalonok, továbbá az óvszer nélküli szex. Kötelező oltás, ha fertőzött országból érkezik/országon át utazik valaki: - Sárgaláz |

## Sport

### Krikett
Az országban a legnépszerűbb sport a krikett, aminek első feljegyzett mérkőzése 1721-ben volt. Ez a sportág a társadalom legkülönbözőbb képviselői szenvedélyének tárgya, a nemzeti büszkeség kifejezője. A játékosokra óriási nyomás nehezedik, ha például India és Pakisztán játszik egymás ellen. Az országban manapság a „Húsz20” szabályrendszer alapján játszott, rendkívül nagy nézettséggel rendelkező Indian Premier League bajnokság jelenti a legnagyobb üzletet.

### Olimpia
Az országnak eddig kilenc aranyérme van a játékokról. A legeredményesebb sportág a gyeplabda.
- Bővebben: India az olimpiai játékokon

### Labdarúgás
Az Indiai labdarúgó-válogatott eddigi legjobb eredménye az 1964-es Ázsia-kupán elért 2. helye volt.
- Bővebben: Indiai labdarúgó-válogatott

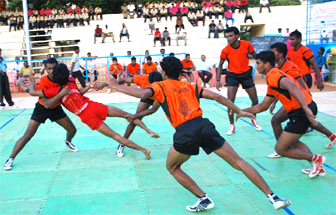
Kabaddi játékosok

### Formula–1
2011-ben rendezték meg először az első Formula–1-es indiai nagydíjat a Buddh International Circuit versenypályán, Újdelhiben. Az első Formula–1-es indiai versenyző Narain Karthikeyan, a másik versenyző Karun Chandhok volt.

### Gyeplabda
A gyeplabda az országban az egyik legnépszerűbb sport. Az indiai válogatott nyolcszoros olimpiai bajnok ebben a sportágban.

### Kabaddi
A kabaddi  egy igen régi eredetű csapatsport. Két hét játékost számláló csapat áll egymással szemben, ahol nincs külön játékeszköz.

#### Megjegyzés
1. ↑  Cseppfolyósított földgáz fogadására épített kikötői terminálok